# Villy-en-Auxois
 (avril 2020).
Villy-en-Auxois (prononcer [vi.ji ɑ̃.n‿o.swa]) est une commune française située dans le département de la Côte-d'Or, en région Bourgogne-Franche-Comté.
Ses habitants sont les « Villyssois » et les « Villyssoises ».

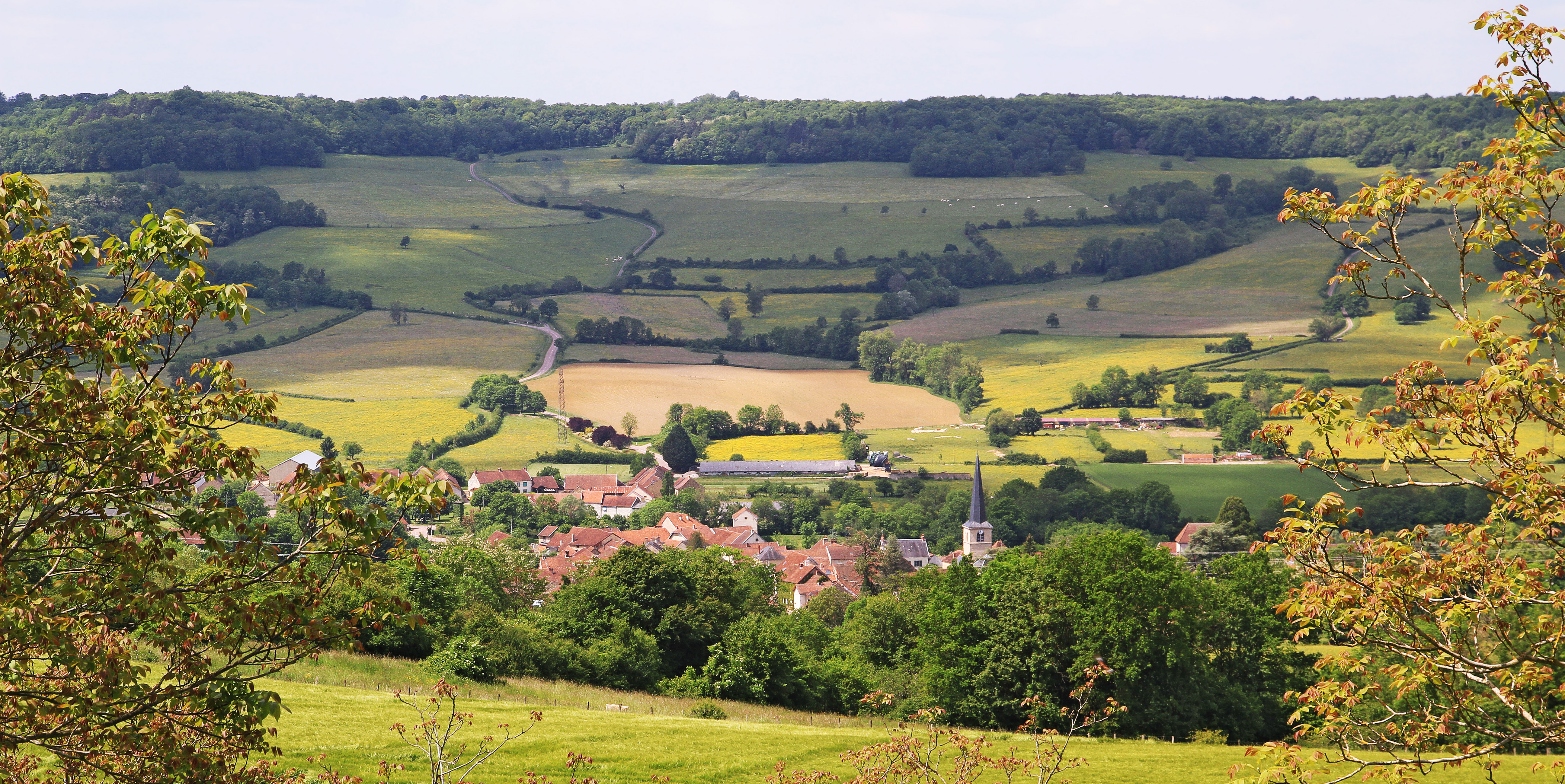
Villy-en-Auxois, chemin de Clos-Judas et montagne de Vitteaux vus depuis la montagne de Donmartin.
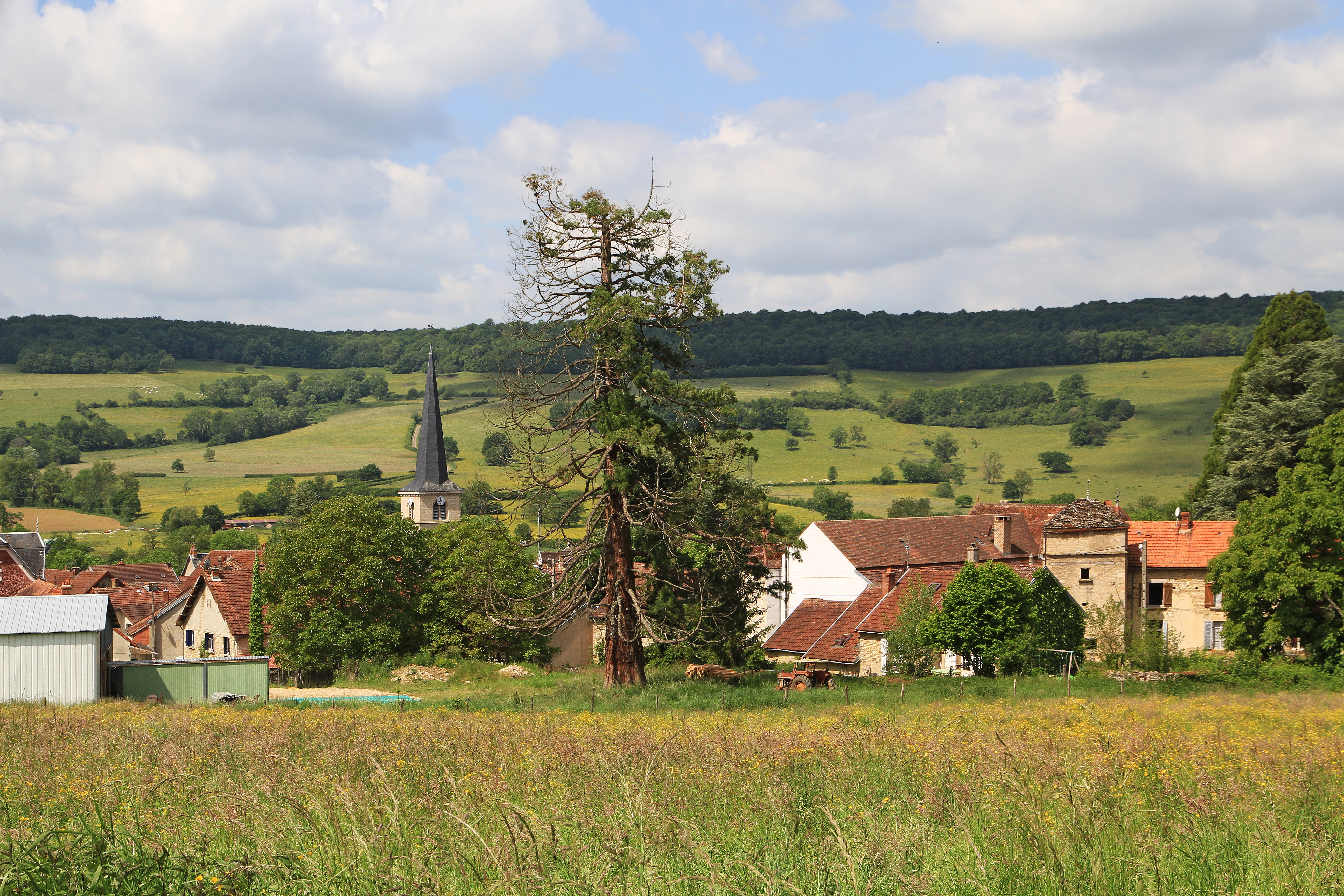
Villy-en-Auxois vu de la montée vers la montagne de Donmartin.
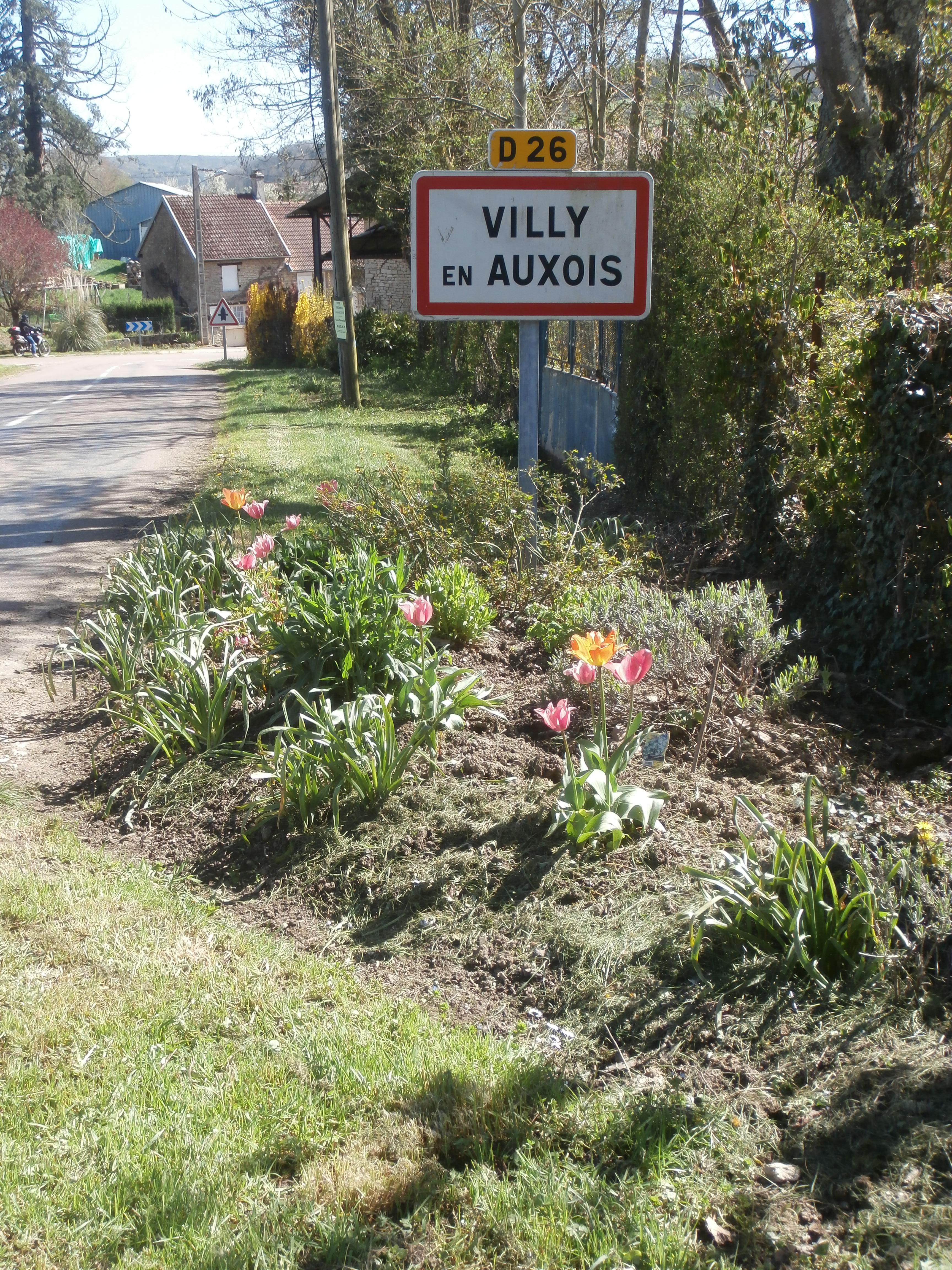
Une entrée du village,
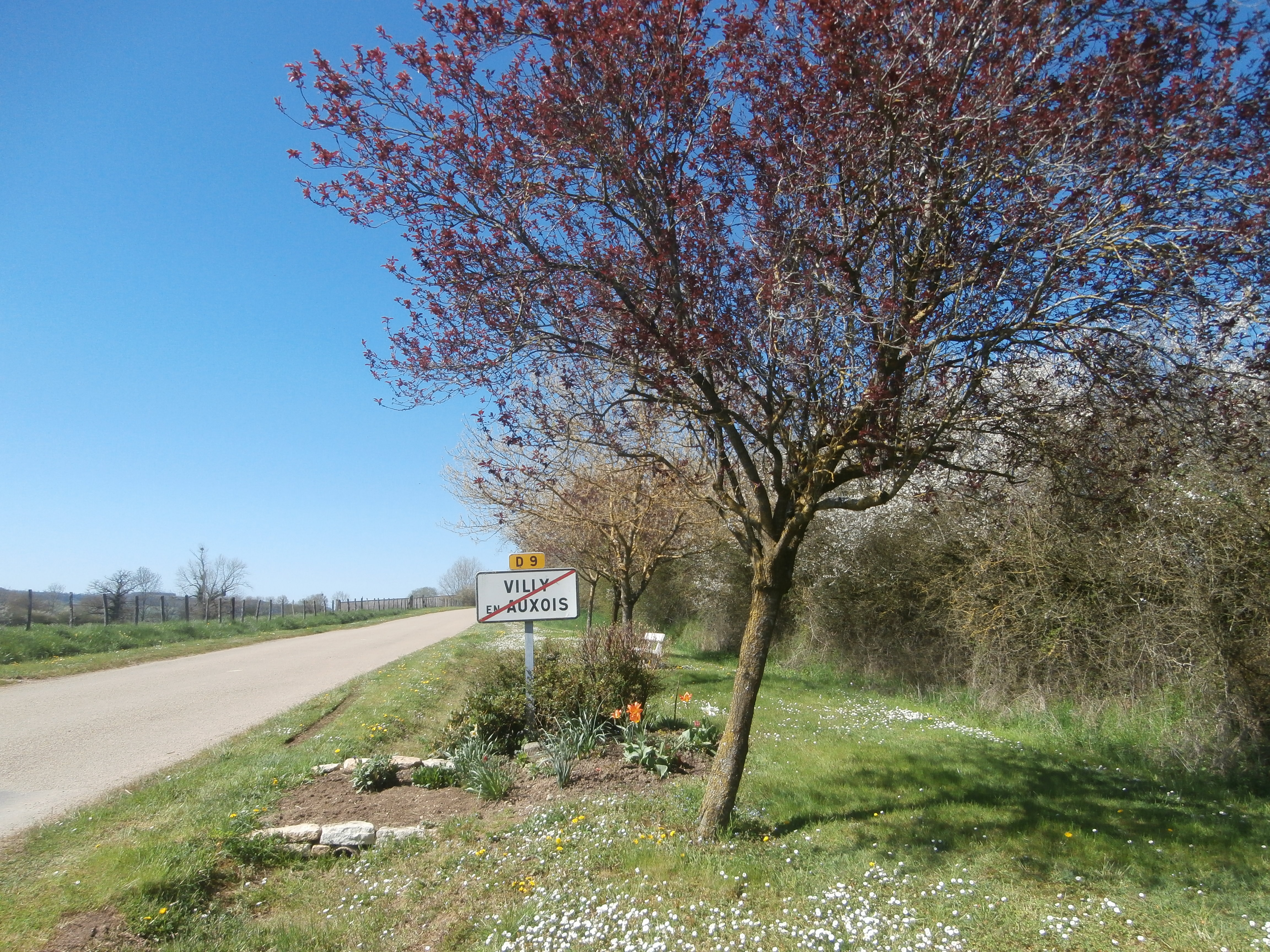
Ainsi qu'une sortie.

## Géographie
Creusé par la vallée de l'Ozerain sur un axe sud-est/nord-ouest, et comprenant ses deux versants escarpés qui accèdent aux plateaux, le finage de Villy-en-Auxois de 16 km2 est essentiellement tourné vers l'élevage qui occupe ses belles prairies abritées des vents et irriguées par les nombreux méandres de la rivière. Le haut des versants est souvent occupé par des bois qui séparent et protègent les prairies des terres agricoles installées sur les hauteurs. L'altitude la plus basse est au nord sur le point aval de l'Ozerain à 318 m, la montagne de Vitteaux à l'est porte le point culminant de la commune à 515 m ; à l'ouest la montagne de Donmartin est à 513 m. Le village est installé en fond de vallée sur la rivière à sa confluence avec le ruisseau de Saint-Cassien, et au croisement de la D 9 (une des routes qui relient l'Auxois à Sombernon) avec la D 26 (Vitteaux / Saint-Seine-l'Abbaye). À l'est, la limite de commune suit le tracé de l'ancienne voie romaine Alesia-Sombernon qui suit la crête de la montagne, itinéraire apprécié des marcheurs et vététistes et qui offre de beaux points de vue.

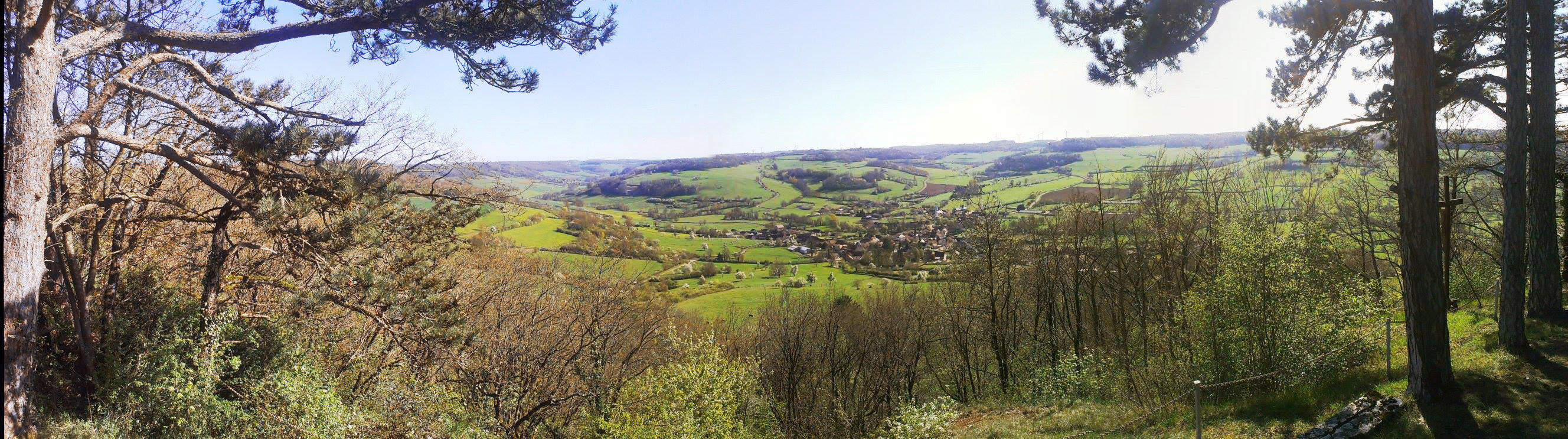
Panorama pris depuis la statue de la Vierge.

### Localisation
Villy-en-Auxois se trouve à une quarantaine de kilomètres au nord-ouest de Dijon.
En venant de Paris  23 de l'A6 direction Saulieu jusqu'à Précy-sous-Thil puis traverser Vitteaux en direction de Saint-Seine-l'Abbaye.
En venant de Lyon  24 de l'A6 direction Dijon puis  28 de l'A38 direction Sombernon puis D 9.
En venant de Dijon  29 de l'A38 direction Sombernon puis D 9.
Gare la plus proche : Verrey-sous-Salmaise à 5 km, gare T.E.R. sur la ligne P.L.M..

### Hameaux, écarts, lieux-dits
La population est regroupée autour du village.
- Il comprend les quartiers de Rue-Larcher et du Chenasson.
- Trois hameaux sont très proches de Villy-en-Auxois : Vervoille, le Pâtis et Vellefrey, et peuvent être considérés comme quartiers du village.
- Habitat ou bâti écarté : les Trembles.
- Lieux-dits d'intérêt local : La Roche-Branlante, Chapelle Sainte-Barbe. Montagnes : à l'est, montagne de Donmartin (513 m, 509 m sur la commune), montagne Sachère (485 m) ; à l'ouest, montagne de Vitteaux (515 m) ; au sud-est entre l'Ozerain et le ruisseau de St-Cassien : la Grande-Montagne (506 m), Chantoillon (492 m).

### Hydrographie
Les versants des « montagnes » voient poindre de nombreuses sources alimentées par les eaux venues des plateaux et contribuent au débit de l'Ozerain : source de la Golotte, fontaine du Crognot… sur la rive droite côté montagne de Donmartin ; source de Tagney, fontaine à Trois-Têtes… en rive gauche où la montagne de Vitteaux donne également naissance aux ruisseaux de St-Cassien et de Chevrey, le second se jetant dans le premier qui rejoint à son tour l'Ozerain, rivière dont les eaux finissent dans la Brenne, puis dans l'Armançon, dans l'Yonne et enfin dans la Seine. On peut noter que l'Ozerain est ici proche de sa source au sud (une dizaine de kilomètres à vol d'oiseau), source qui se trouve sur la ligne de crête entre les bassins versants Seine et Saône-Rhône, tout comme la source de la Seine à une dizaine de kilomètres au nord-est du village, ce qui fait de Villy-en-Auxois une des communes à proximité de la ligne de partage des eaux Atlantique-Méditerranée.
Les cours d'eau qui traversent le territoire de Villy-en-Auxois sont :
- la rivière de l'Ozerain Sandre, « Fiche cours d'eau  (F3334600) » ;
- le ruisseau de Barain ;
- le ruisseau de Saint-Cassien ;
- le ruisseau de Chevrey ;
- le ruisseau de Come.

### Climat
Pour des articles plus généraux, voir Climat de la Bourgogne-Franche-Comté et Climat de la Côte-d'Or.
En 2010, le climat de la commune est de type climat des marges montargnardes, selon une étude du Centre national de la recherche scientifique s'appuyant sur une série de données couvrant la période 1971-2000. En 2020, Météo-France publie une typologie des climats de la France métropolitaine dans laquelle la commune est exposée à un climat océanique altéré et est dans la région climatique  Lorraine, plateau de Langres, Morvan, caractérisée par un hiver rude (1,5 °C), des vents modérés et des brouillards fréquents en automne et hiver. 
Pour la période 1971-2000, la température annuelle moyenne est de 9,9 °C, avec une amplitude thermique annuelle de 16,6 °C. Le cumul annuel moyen de précipitations est de 970 mm, avec 13,2 jours de précipitations en janvier et 8,8 jours en juillet. Pour la période 1991-2020, la température moyenne annuelle observée sur la station météorologique de Météo-France la plus proche, « Saint-Martin-du-M », sur la commune de Saint-Martin-du-Mont à 12 km à vol d'oiseau, est de 9,9 °C et le cumul annuel moyen de précipitations est de 938,1 mm,. Pour l'avenir, les paramètres climatiques de la commune estimés pour 2050 selon différents scénarios d'émission de gaz à effet de serre sont consultables sur un site dédié publié par Météo-France en novembre 2022.

## Urbanisme

### Typologie
Au 1er janvier 2024, Villy-en-Auxois est catégorisée commune rurale à habitat dispersé, selon la nouvelle grille communale de densité à 7 niveaux définie par l'Insee en 2022.
Elle est située hors unité urbaine. Par ailleurs la commune fait partie de l'aire d'attraction de Dijon, dont elle est une commune de la couronne,. Cette aire, qui regroupe 333 communes, est catégorisée dans les aires de 200 000 à moins de 700 000 habitants,.

### Occupation des sols
L'occupation des sols de la commune, telle qu'elle ressort de la base de données européenne d’occupation biophysique des sols Corine Land Cover (CLC), est marquée par l'importance des territoires agricoles (75,4 % en 2018), une proportion sensiblement équivalente à celle de 1990 (75,7 %). La répartition détaillée en 2018 est la suivante : prairies (53,7 %), forêts (22,2 %), terres arables (13,6 %), zones agricoles hétérogènes (8 %), zones urbanisées (2,4 %). L'évolution de l’occupation des sols de la commune et de ses infrastructures peut être observée sur les différentes représentations cartographiques du territoire : la carte de Cassini (XVIIIe siècle), la carte d'état-major (1820-1866) et les cartes ou photos aériennes de l'IGN pour la période actuelle (1950 à aujourd'hui).

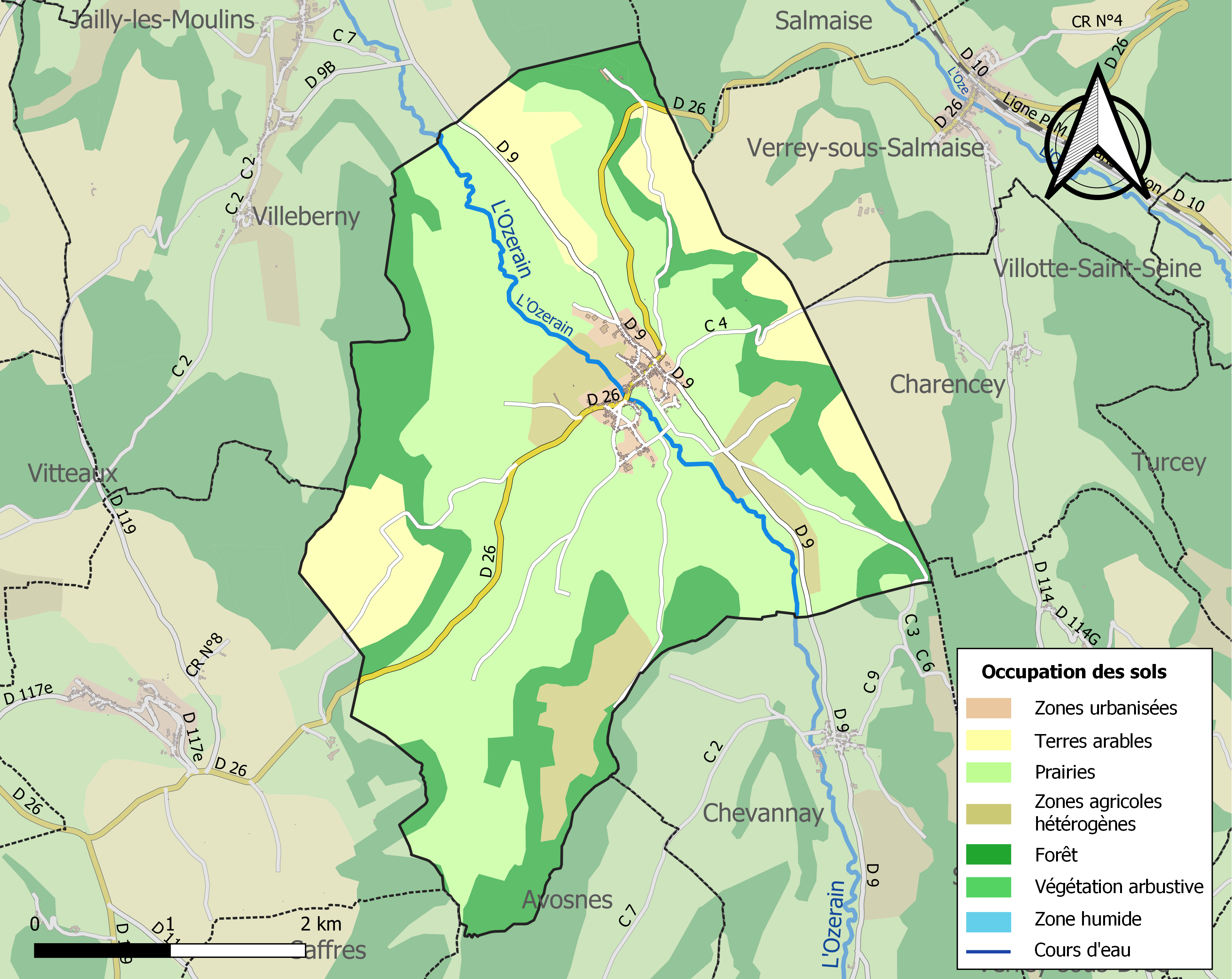
Carte des infrastructures et de l'occupation des sols de la commune en 2018 (CLC).

## Histoire

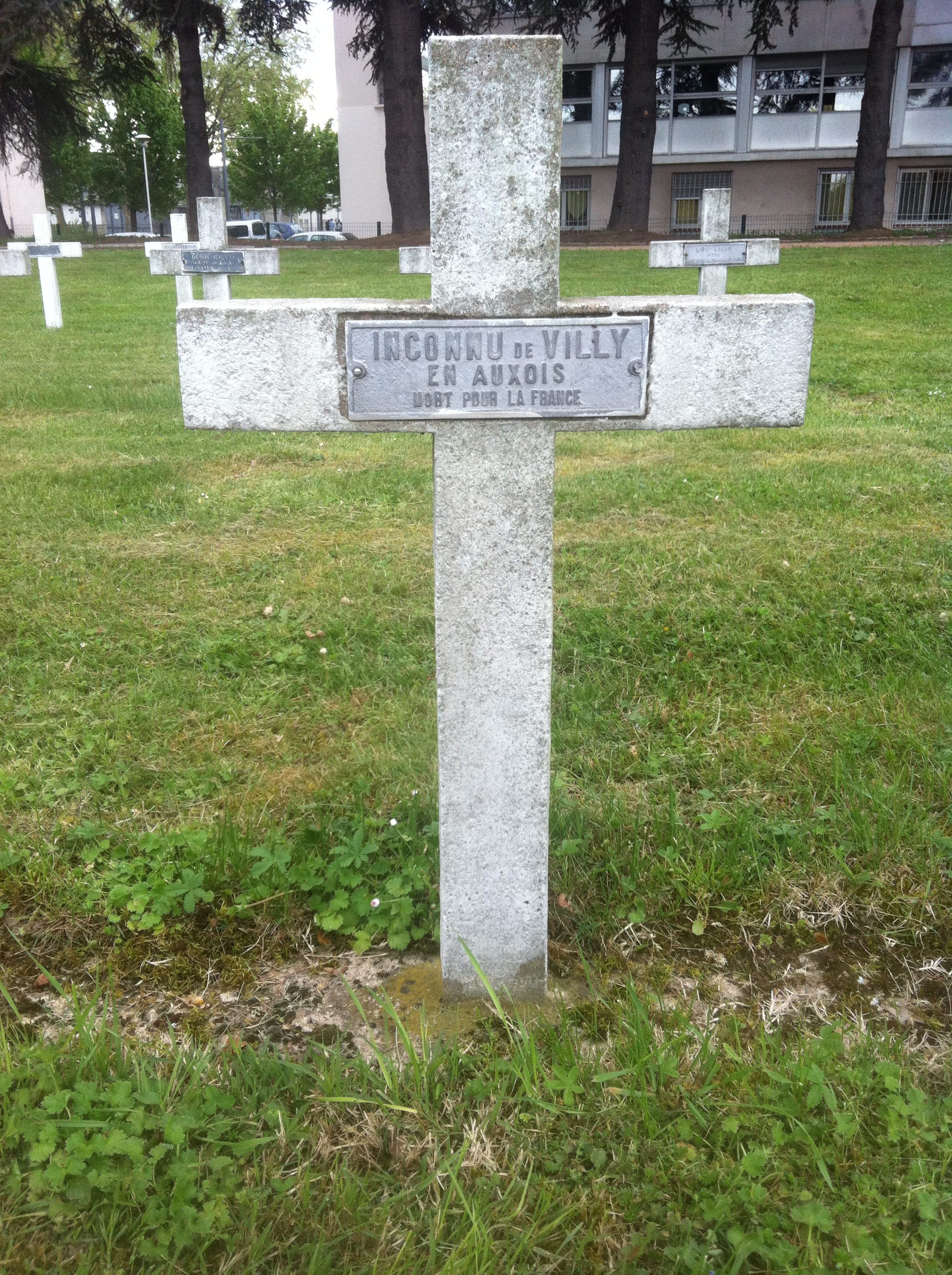
Tombe du maquisard inconnu de Villy-en-Auxois dans la nécropole de la Doua (Rhône).
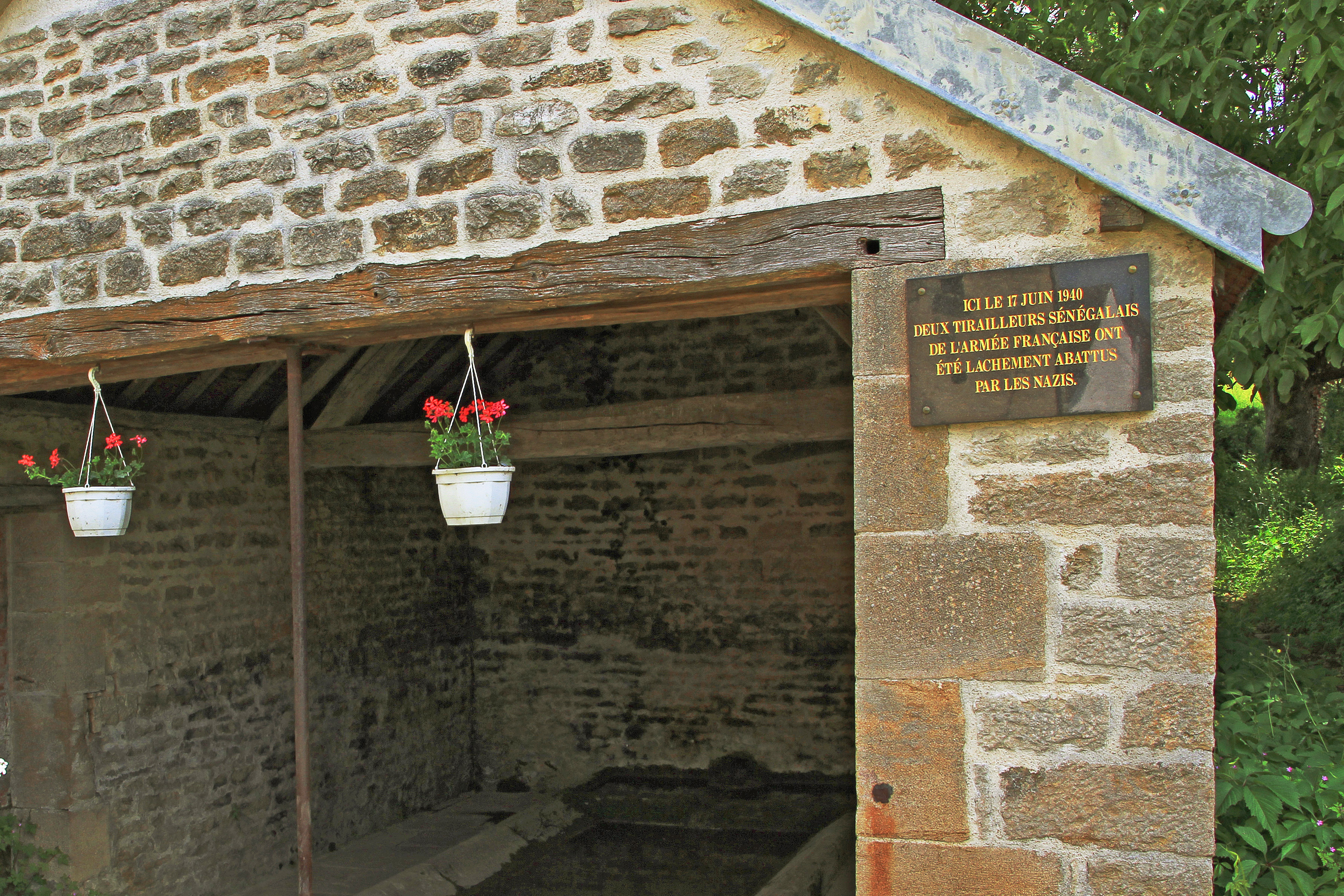
Souvenir des deux tirailleurs sénégalais fusillés en 1940 près du lavoir.
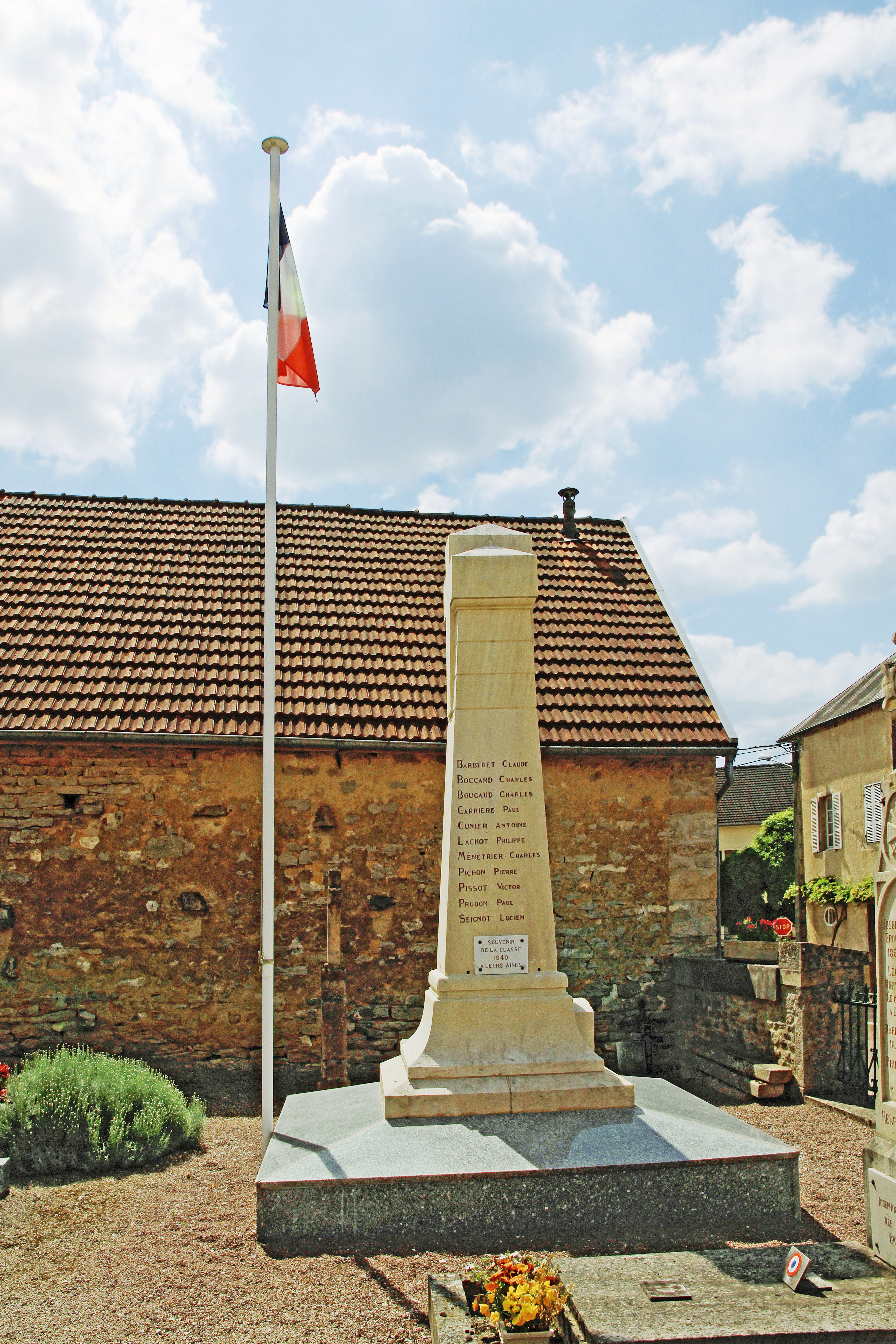
Monument aux morts devant l'église.
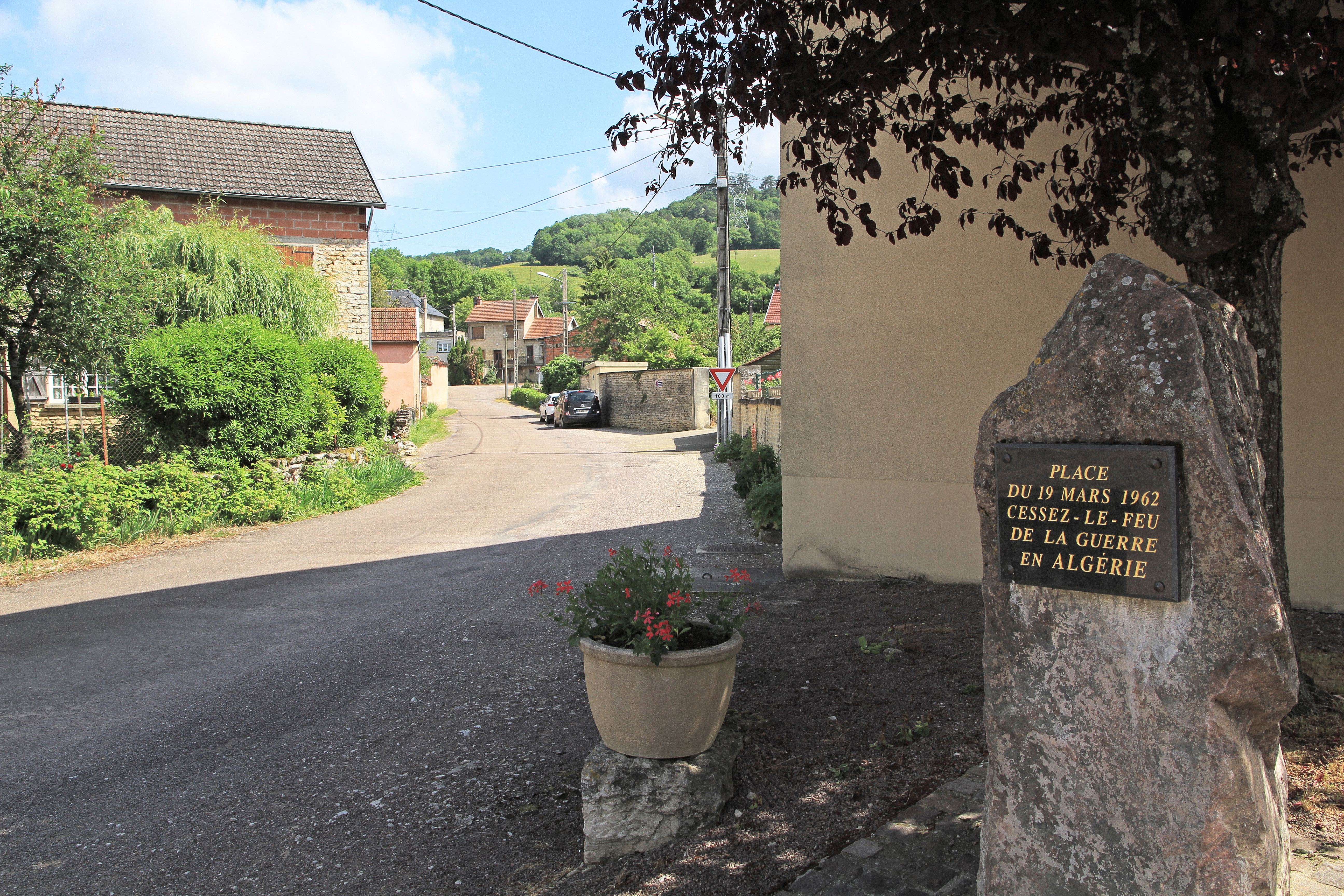
Place nommée en souvenir de la guerre d'Algérie.

## Politique et administration

### Découpage territorial
La commune de Villy-en-Auxois est membre de la communauté de communes des Terres d'Auxois, un établissement public de coopération intercommunale (EPCI) à fiscalité propre créé le 1er janvier 2017 dont le siège est à Semur-en-Auxois. Ce dernier est par ailleurs membre d'autres groupements intercommunaux.
Sur le plan administratif, elle est rattachée à l'arrondissement de Montbard, à la circonscription administrative de l'État de la Côte-d'Or et à la région Bourgogne-Franche-Comté.
Sur le plan électoral, elle dépend du  canton de Semur-en-Auxois pour l'élection des conseillers départementaux, depuis le redécoupage cantonal de 2014 entré en vigueur en 2015, et de la quatrième circonscription de la Côte-d'Or  pour les élections législatives, depuis le dernier découpage électoral de 2010.

### Liste des maires
| Période | Période  | Identité                 | Étiquette | Qualité          |
| ------- | -------- | ------------------------ | --------- | ---------------- |
| 1793    | 1793     | Grégory Gueneau          |           |                  |
| 1793    | 1795     | Nicolas Le Fort          |           | Notaire          |
| 1795    | 1798     | Simon Ménetrier          |           |                  |
| 1798    | 1799     | Martin Noirot            |           |                  |
| 1799    | 1805     | Louis Simon              |           |                  |
| 1805    | 1808     | Jacques Frerejean        |           |                  |
| 1808    | 1815     | Nicolas Le Fort          |           | Notaire          |
| 1815    | 1816     | Bernard Lachot           |           |                  |
| 1816    | 1820     | Claude Philippe Lachot   |           |                  |
| 1820    | 1830     | Jean-Baptiste Pierre Son |           | Maréchal-ferrant |
| 1830    | 1842     | Louis Simon              |           |                  |
| 1842    | 1870     | Charles Ménetrier        |           |                  |
| 1870    | 1871     | Jean-Marie Matruchot     |           |                  |
| 1871    | 1877     | Charles Ménestrier       |           |                  |
| 1877    | 1898     | François Bouchard        |           |                  |
| 1898    | 1900     | Léon Guedeney            |           |                  |
| 1900    | 1904     | Pierre Lachot-Noirot     |           |                  |
| 1904    | 1912     | Léon Tardes              |           |                  |
| 1912    | 1914     | Marcel Pichon            |           |                  |
| 1914    | 1921     | Charles Ménestrier       |           |                  |
| 1921    | 1927     | Bernard Boccard          |           |                  |
| 1927    | 1929     | Charles Barberet         |           |                  |
| 1929    | 1937     | Pierre Rebourseau        |           |                  |
| 1937    | 1944     | Michel Ménestrier        |           |                  |
| 1944    | 1959     | Albert Tardes            |           |                  |
| 1959    | 1971     | Gabriel Charlut          |           |                  |
| 1971    | 1989     | Henri Rebourseau         |           |                  |
| 1989    | 2008     | André Boccard            |           |                  |
| 2008    | 2011     | Jean-François Thierry    |           |                  |
| 2011    | en cours | Evelyne Monot            | SE        | Employée         |

## Population et société

### Démographie
L'évolution du nombre d'habitants est connue à travers les recensements de la population effectués dans la commune depuis 1793. Pour les communes de moins de 10 000 habitants, une enquête de recensement portant sur toute la population est réalisée tous les cinq ans, les populations de référence des années intermédiaires étant quant à elles estimées par interpolation ou extrapolation. Pour la commune, le premier recensement exhaustif entrant dans le cadre du nouveau dispositif a été réalisé en 2007.

En 2022, la commune comptait 227 habitants, en évolution de +4,13 % par rapport à 2016 (Côte-d'Or : +0,82 %, France hors Mayotte : +2,11 %).
| 1793 | 1800 | 1806 | 1821 | 1836 | 1841 | 1846 | 1851 | 1856 |
| ---- | ---- | ---- | ---- | ---- | ---- | ---- | ---- | ---- |
| 744  | 575  | 690  | 792  | 832  | 838  | 810  | 790  | 646  |

| 1861 | 1866 | 1872 | 1876 | 1881 | 1886 | 1891 | 1896 | 1901 |
| ---- | ---- | ---- | ---- | ---- | ---- | ---- | ---- | ---- |
| 605  | 615  | 576  | 565  | 551  | 540  | 544  | 540  | 508  |

| 1906 | 1911 | 1921 | 1926 | 1931 | 1936 | 1946 | 1954 | 1962 |
| ---- | ---- | ---- | ---- | ---- | ---- | ---- | ---- | ---- |
| 488  | 472  | 363  | 361  | 355  | 376  | 401  | 432  | 403  |

| 1968 | 1975 | 1982 | 1990 | 1999 | 2006 | 2007 | 2012 | 2017 |
| ---- | ---- | ---- | ---- | ---- | ---- | ---- | ---- | ---- |
| 370  | 348  | 281  | 277  | 209  | 239  | 243  | 226  | 218  |

| 2022 | - | - | - | - | - | - | - | - |
| ---- | - | - | - | - | - | - | - | - |
| 227  | - | - | - | - | - | - | - | - |

## Lieux, monuments et pôles d'intérêt
En 2016, la commune compte 2 monuments inscrits à l'inventaire des monuments historiques, 12 éléments répertoriés à l'inventaire des objets historiques et 3 objets répertoriés à l'inventaire général du patrimoine culturel.
- Plusieurs croix en pierre sur la commune dont deux sont classées monuments historiques. À noter que celle qui porte le nom de « Croix de Villy » se trouve sur le finage de Charencey, après le croisement avec la voie romaine.

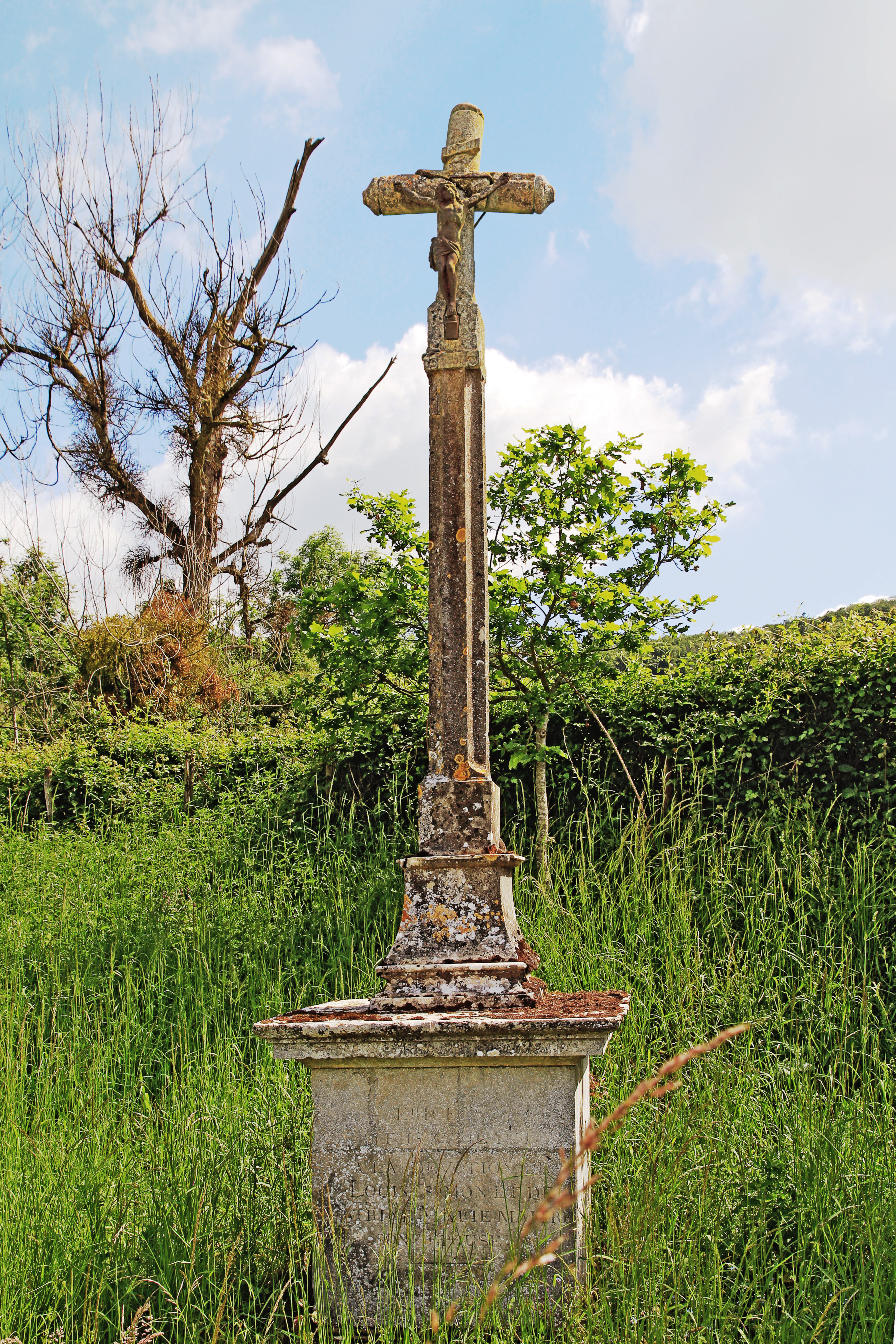
Croix de chemin du XVe siècle,
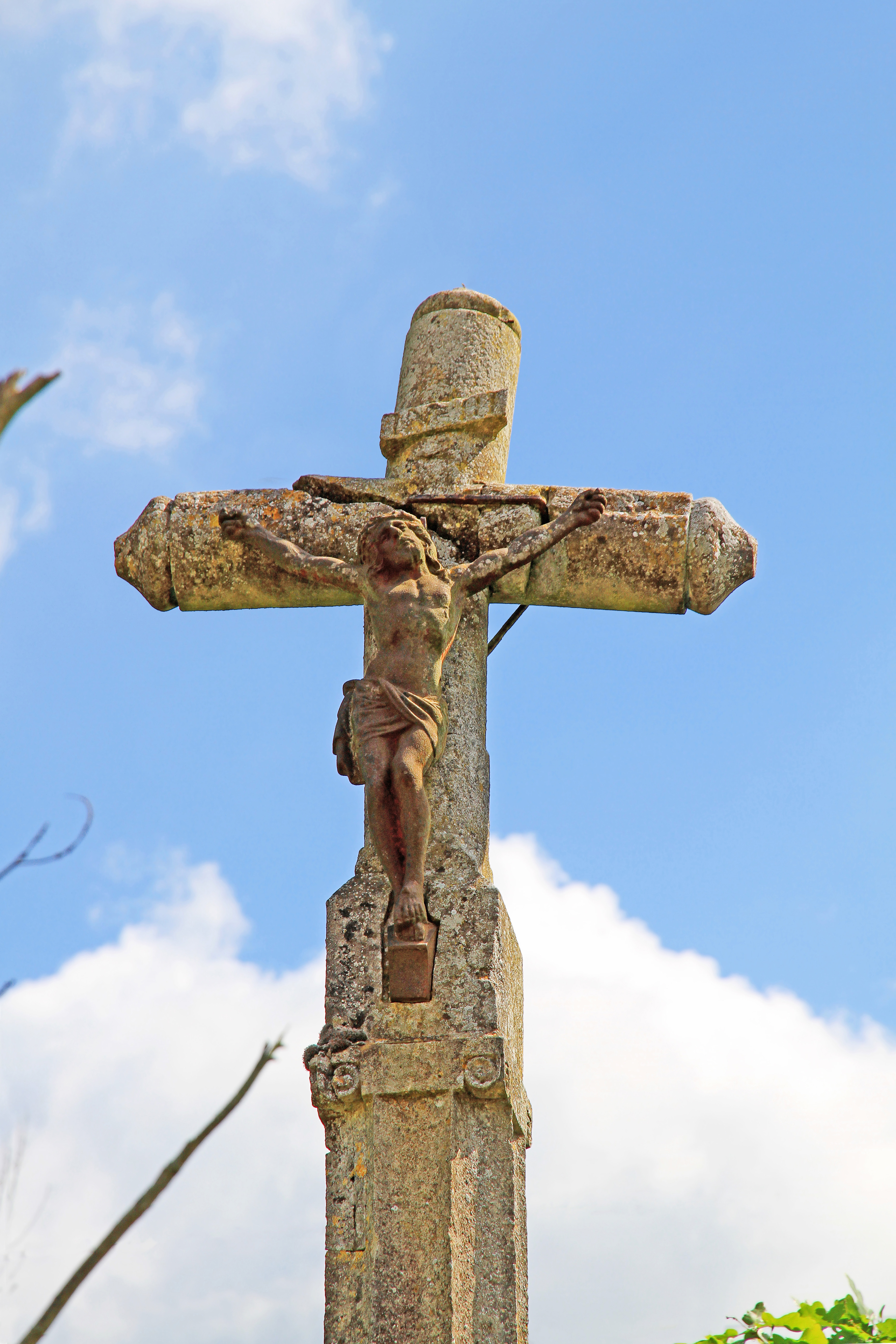
au lieu-dit Larceau  Classé MH (1924)[22].
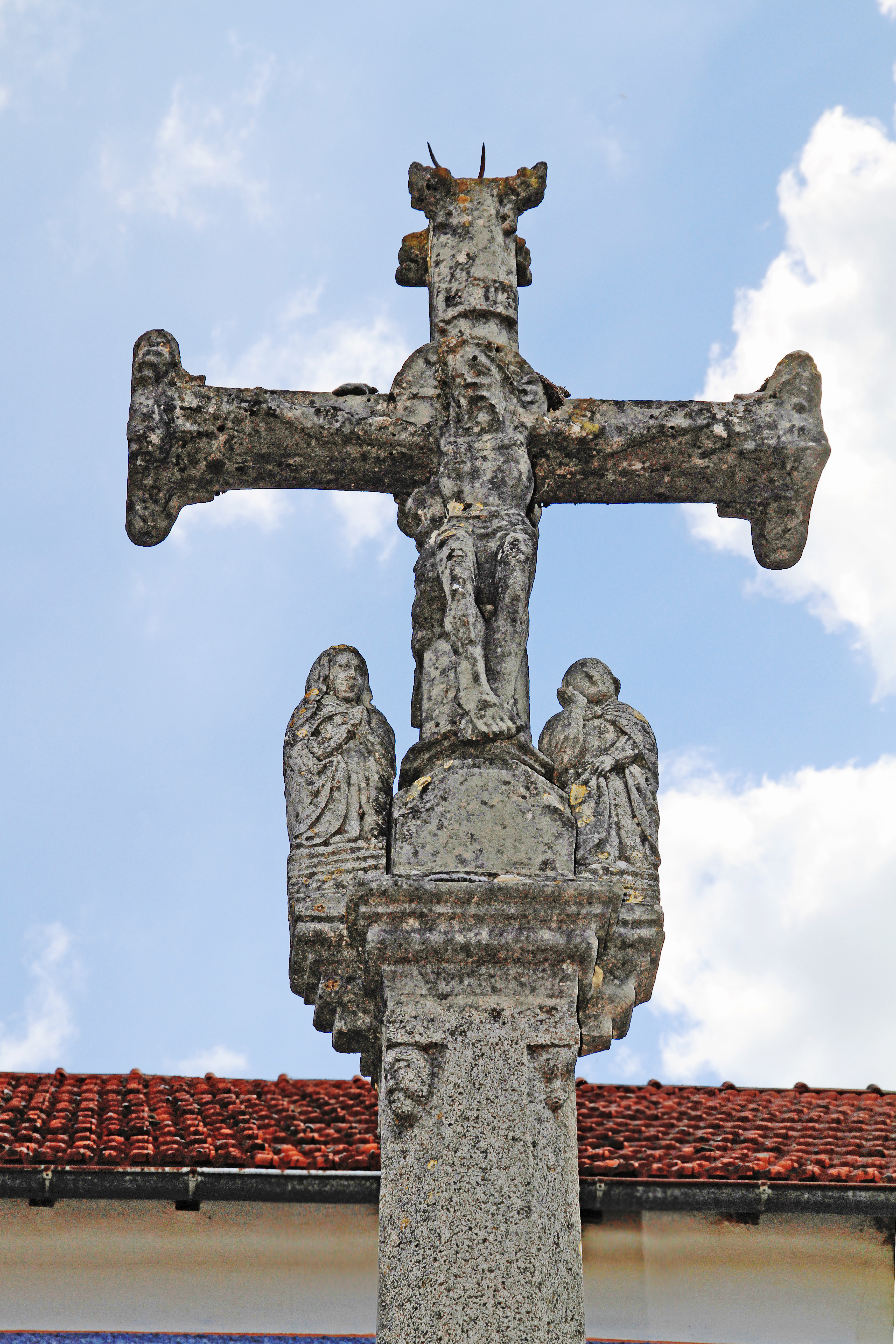
Croix de dévotion,
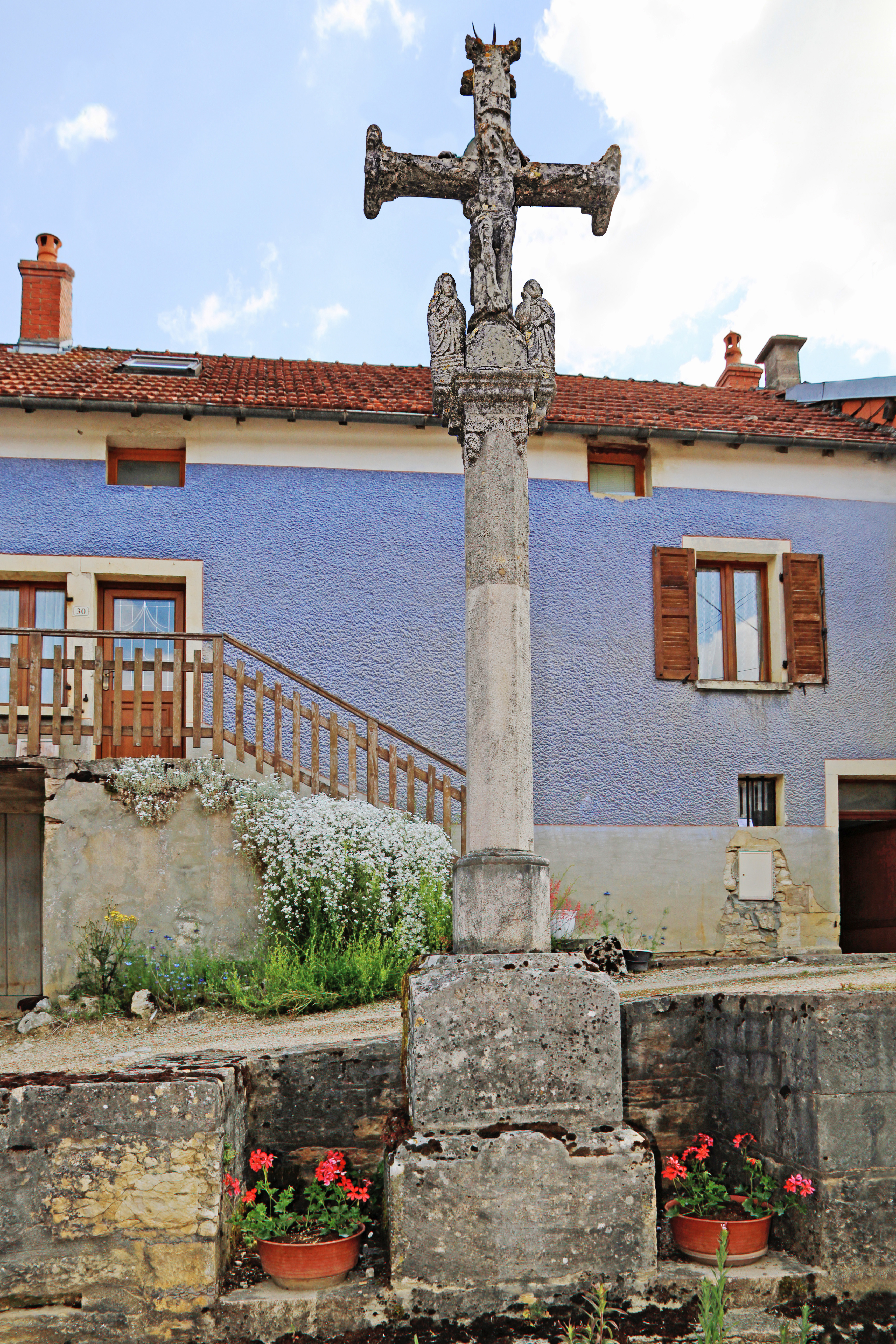
rue du Château.

- Église Saint-Martin (XIIe au XVIe siècle) de plan allongé, coiffée d'un clocher carré à longue flèche octogonale et son calvaire du XIIIe siècle dans un enclos paroissial. Le chœur de l'église est éclairé dans l'axe de la nef par un vitrail (fin XVe ou début XVIe) représentant, au pied de l'arbre de Jessé, le donateur Pierre Poinceot Gerland et sa femme qui firent embellir l'église à cette époque. D'autres vitraux décoratifs récents (sans valeur patrimoniale) présentent de façon complète la vie de Saint Martin de Tours.

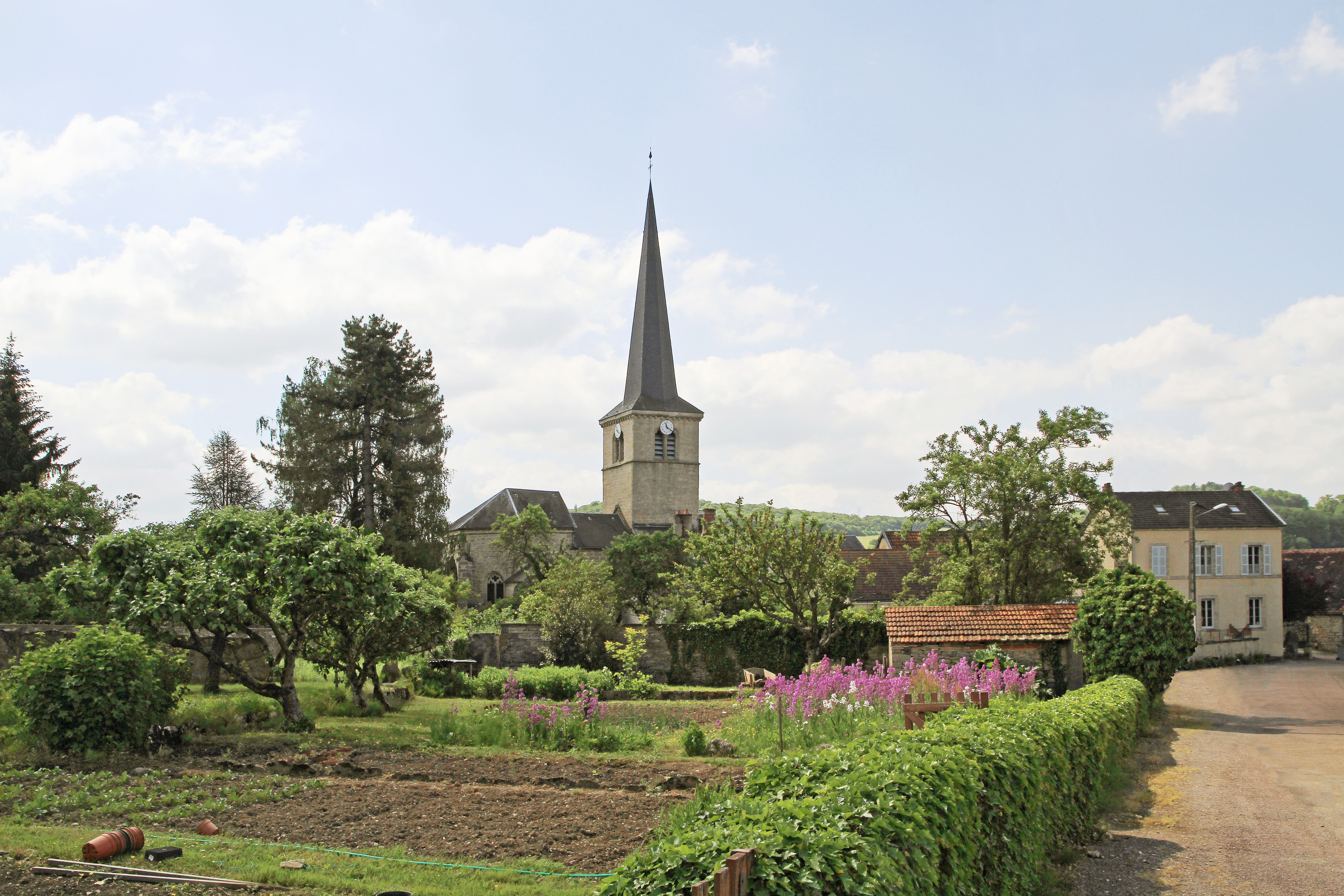
Église Saint-Martin.
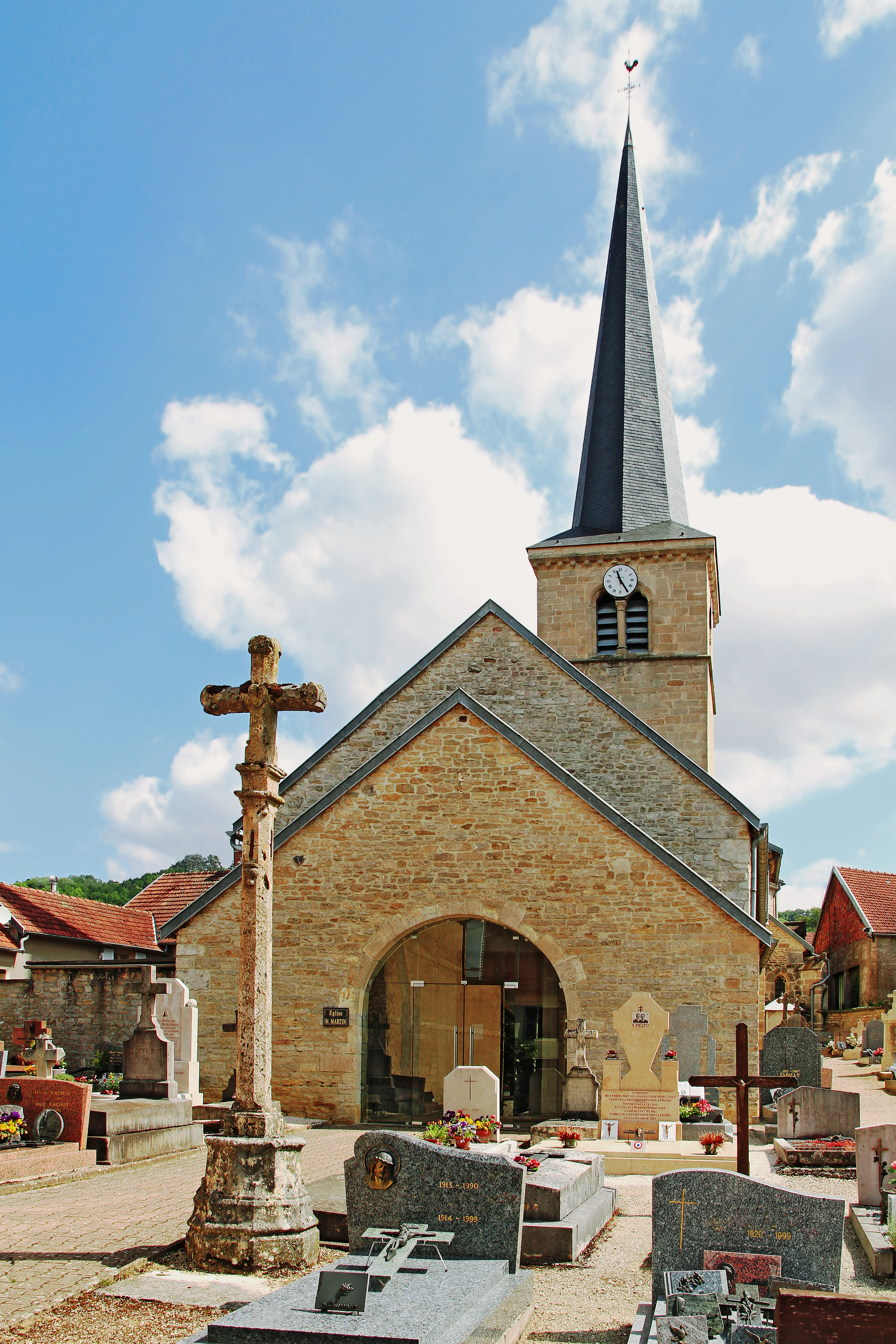
Façade et croix du cimetière.
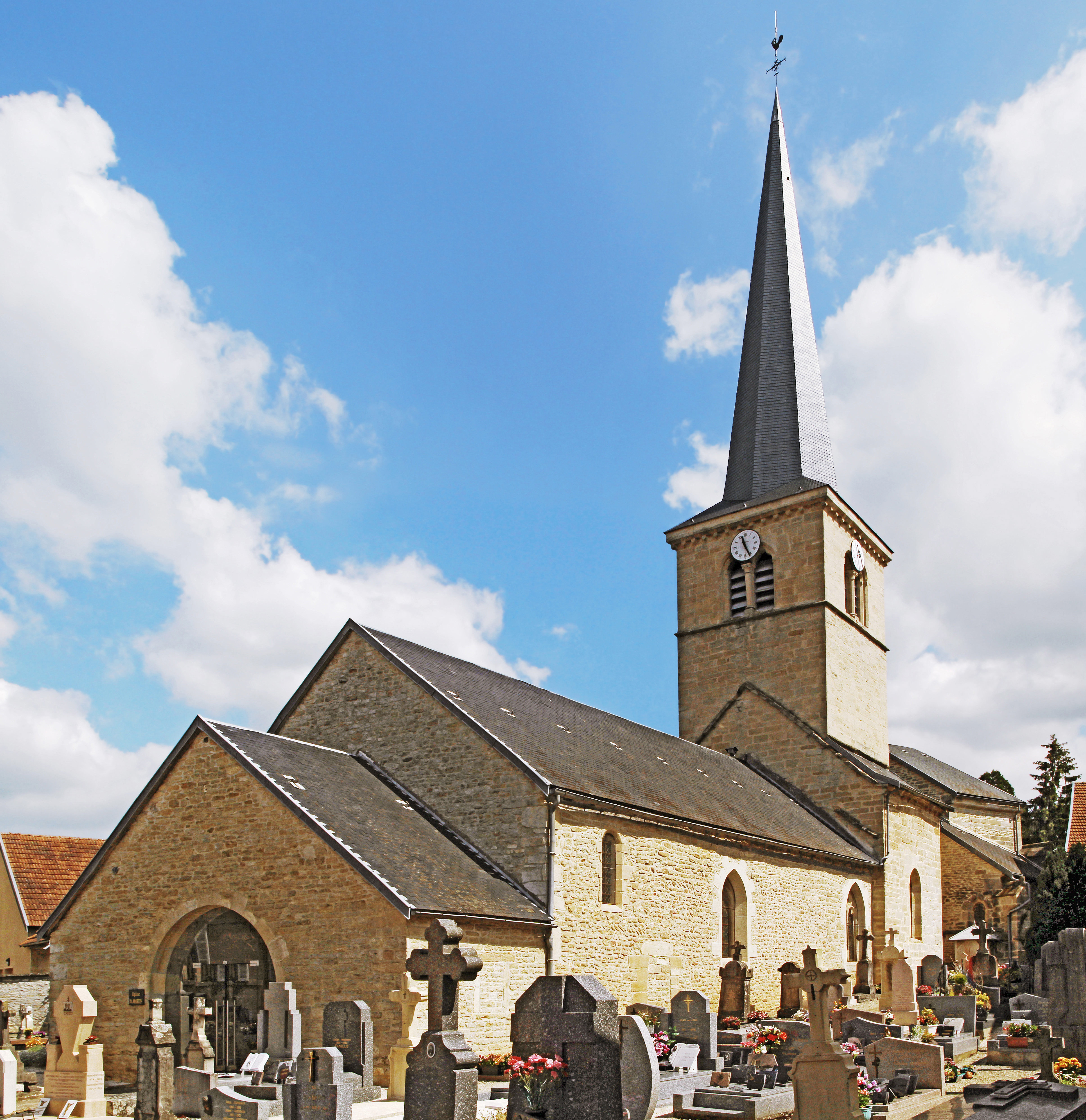
Le bâtiment de « plan allongé » (sans transept).

Vitraux de l'église
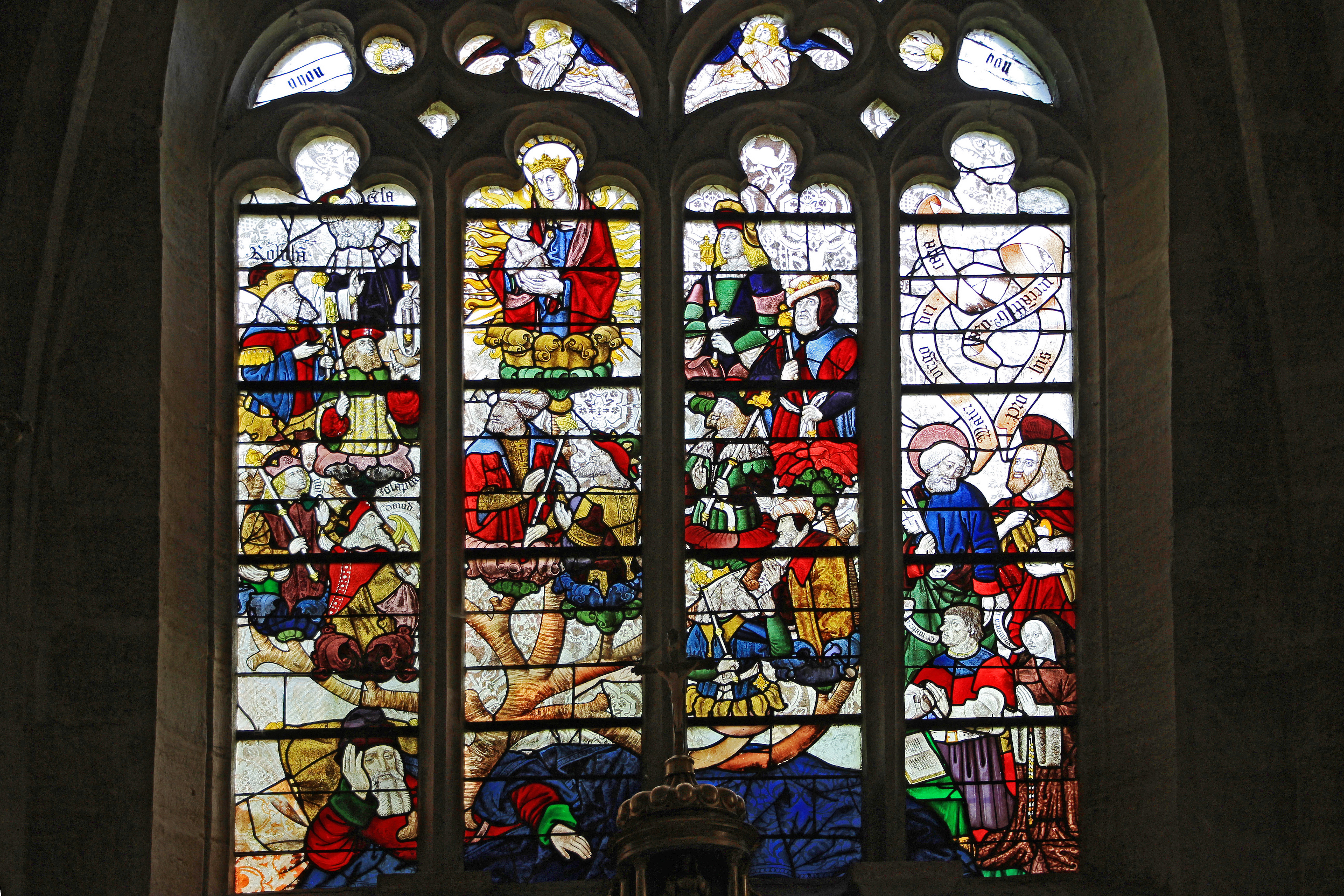
L'arbre de Jessé  Classé MH (1902)[23].
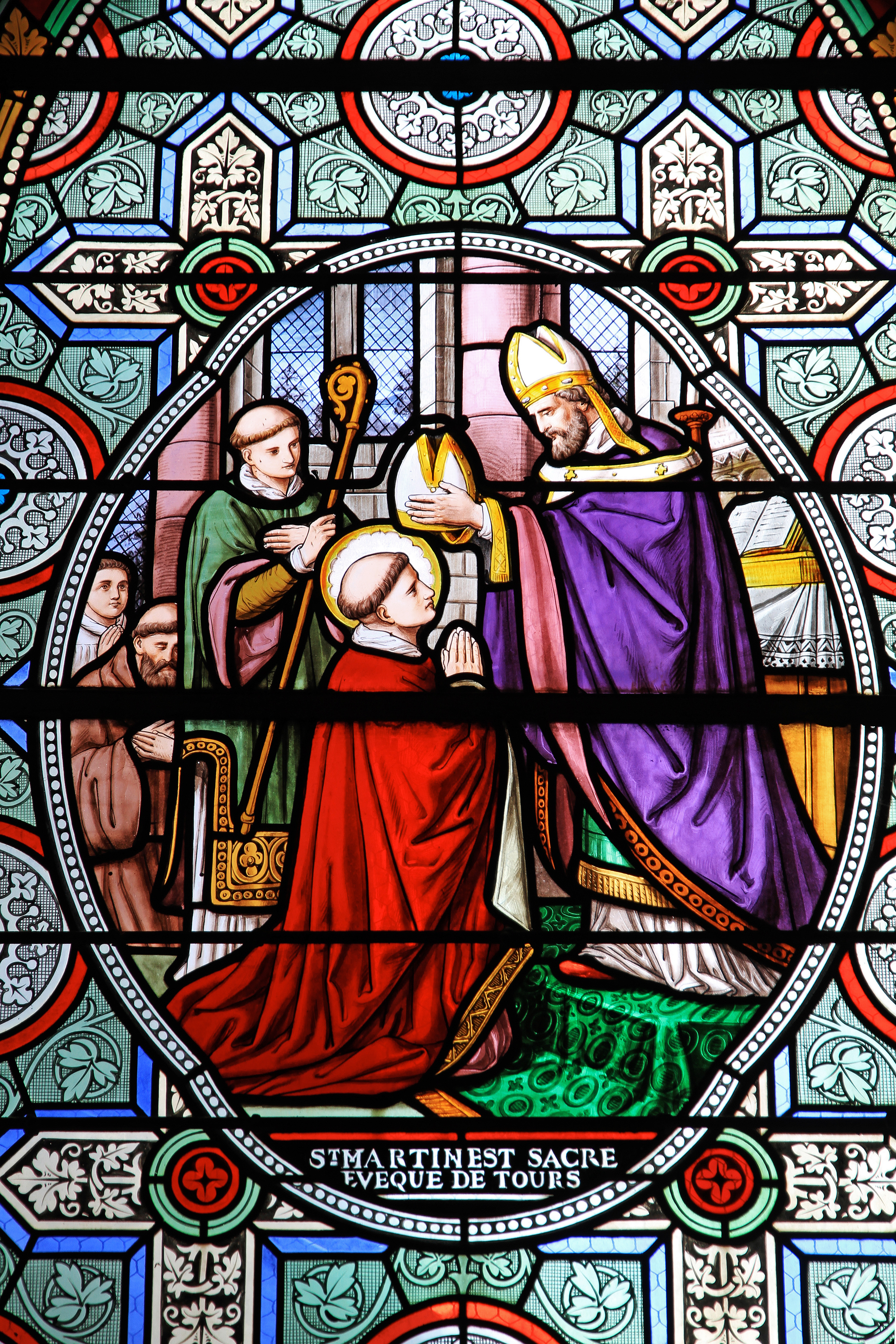
Sacre de Saint Martin de Tours.
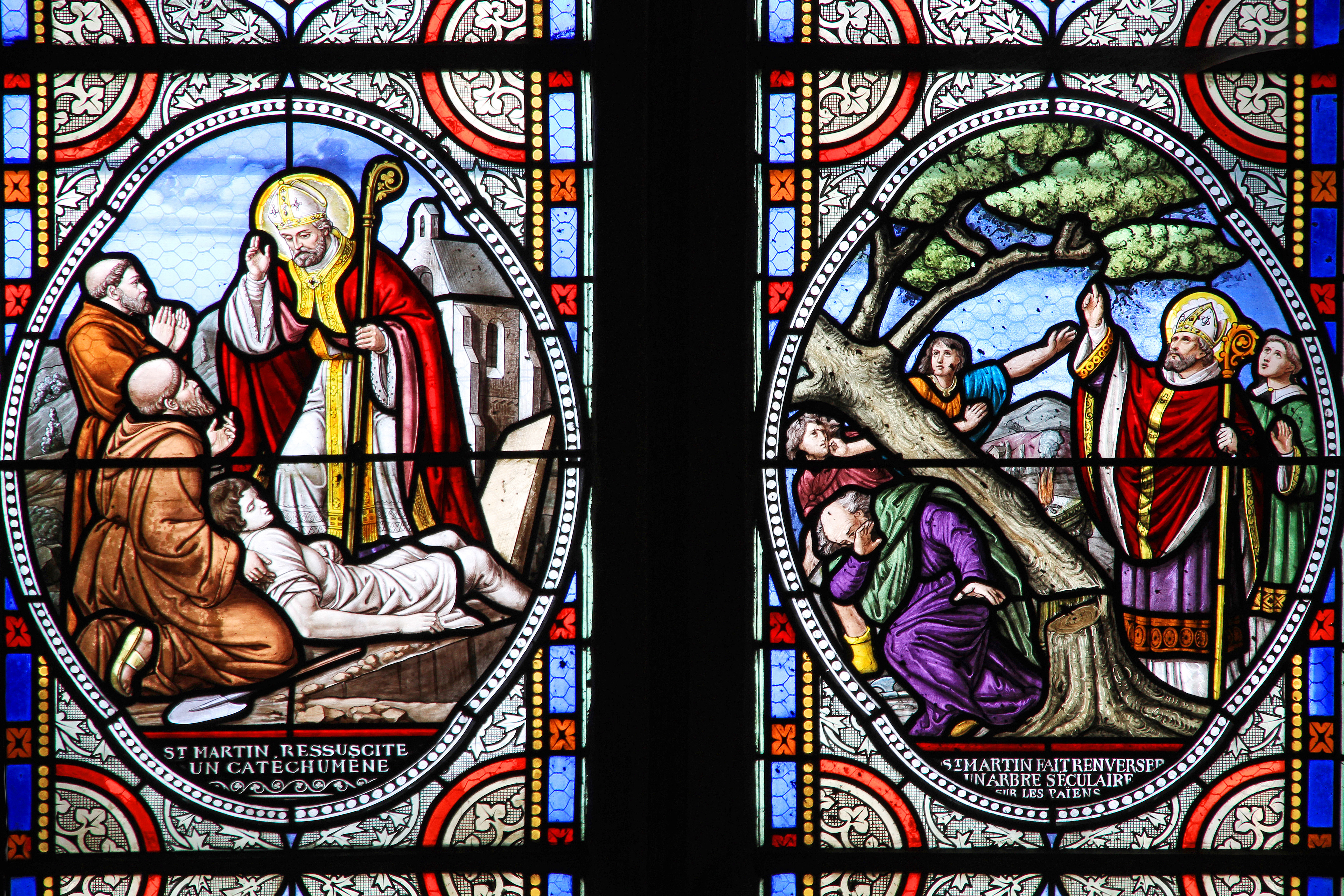
St Martin ressuscite un fidèle et renverse un arbre.
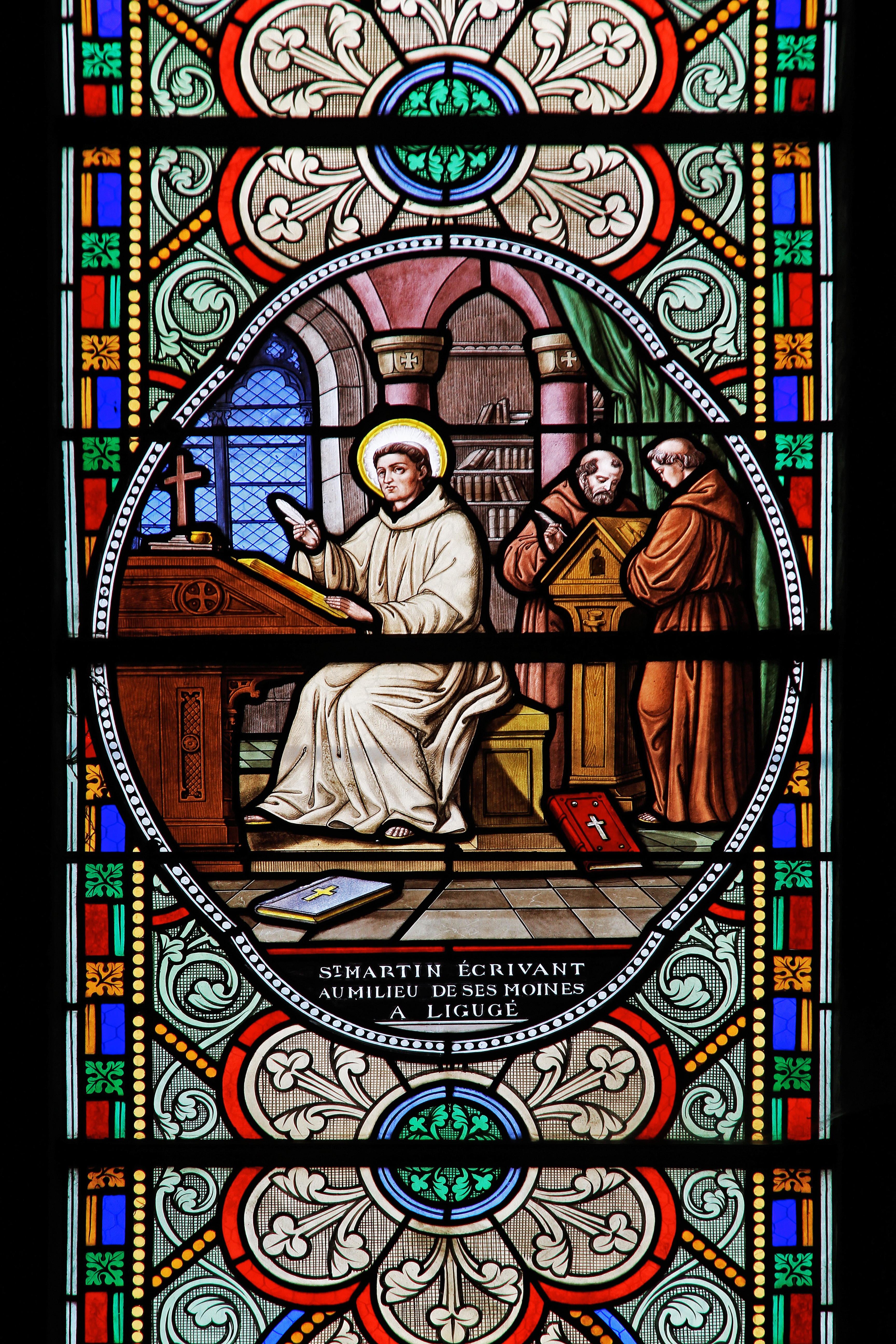
Saint Martin à Ligugé.
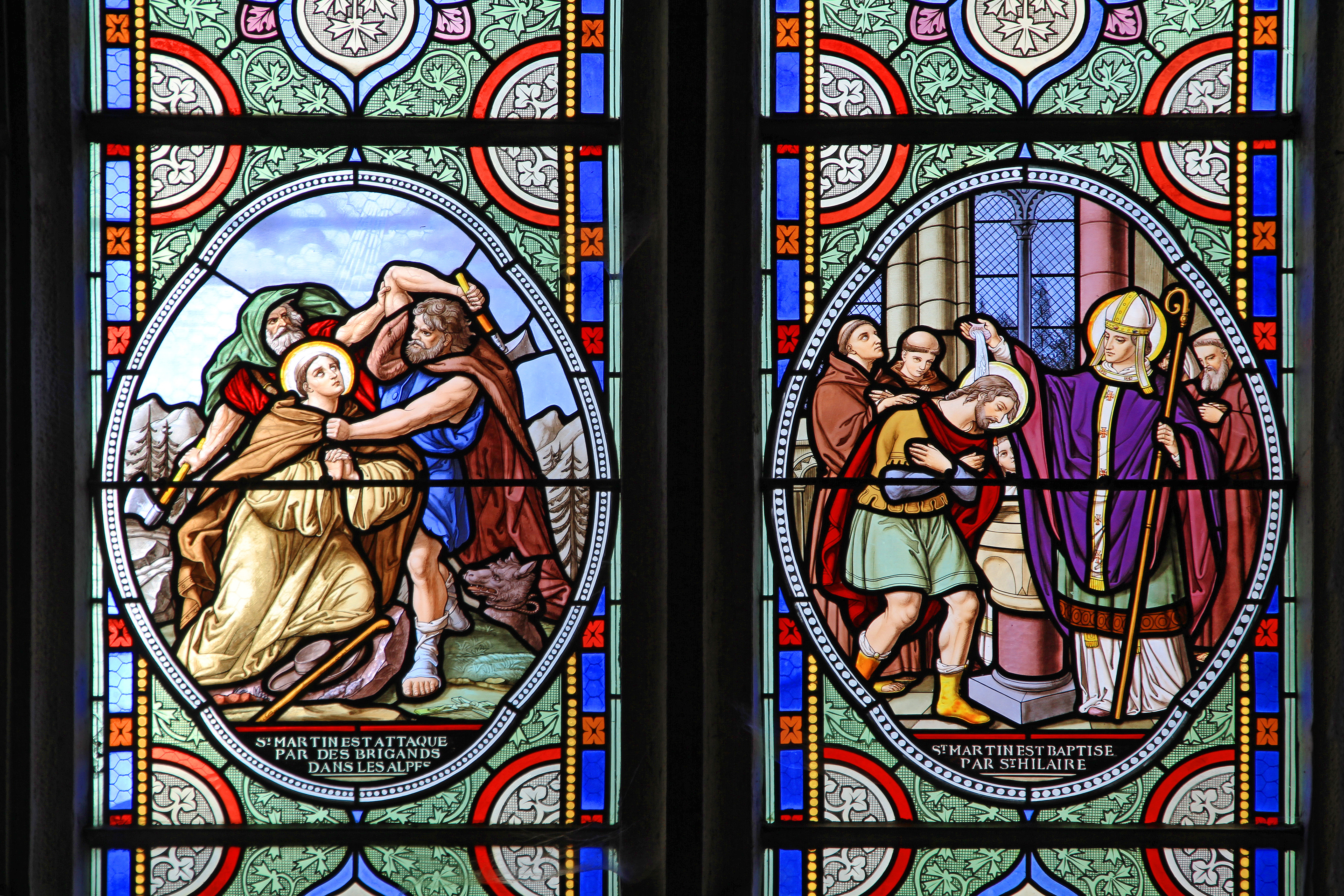
St Martin attaqué et le baptême de St Hilaire.

- Statue de la Vierge à la Montagne (pèlerinage annuel). Une cavité en contrebas accueille également une réplique de la statue de la Vierge.

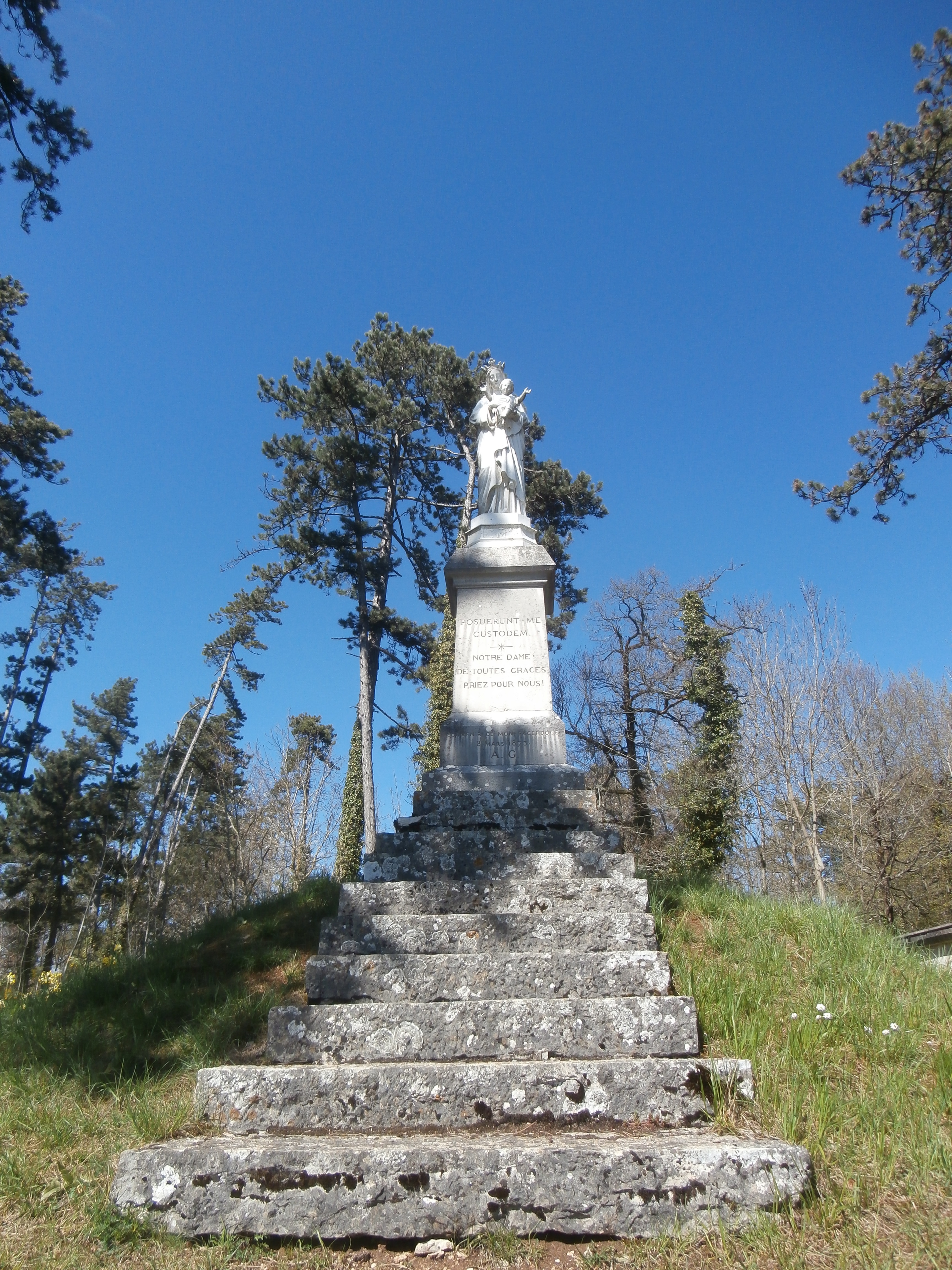
La statue de la vierge
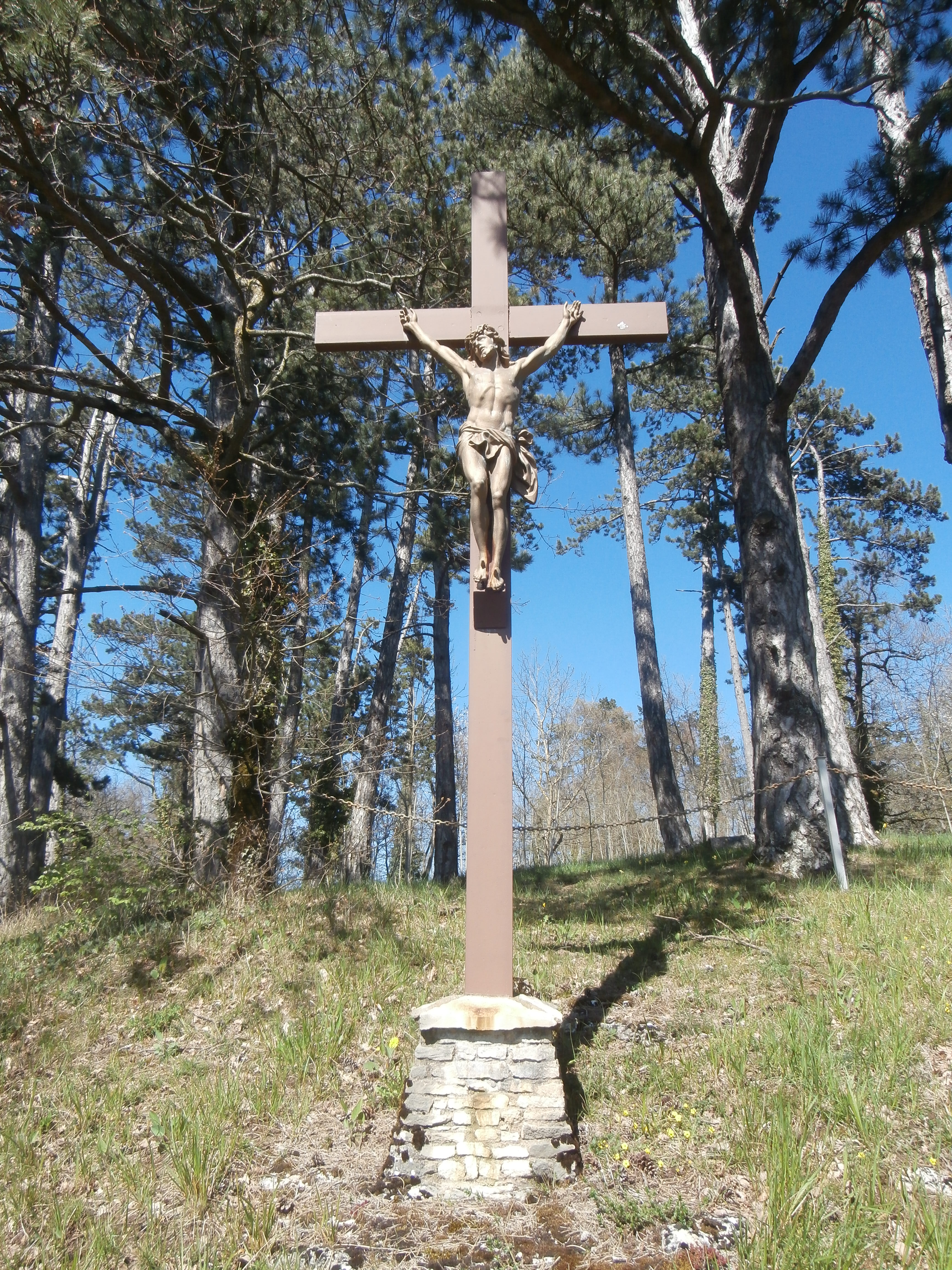
et la croix du Christ.

- Ancien lavoir (rue du Pigeonnier).

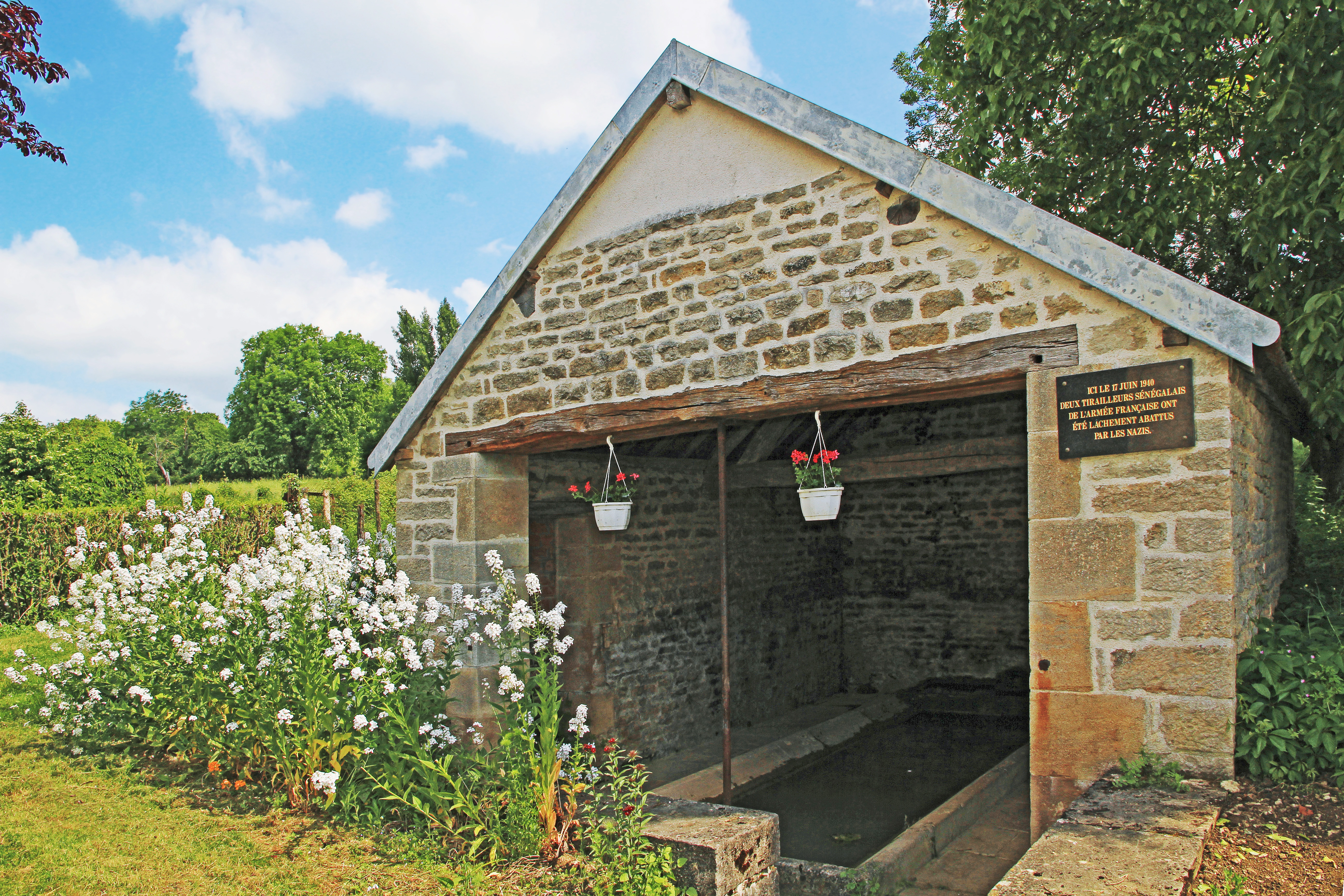
Le sobre lavoir de Villy, lieu pittoresque...
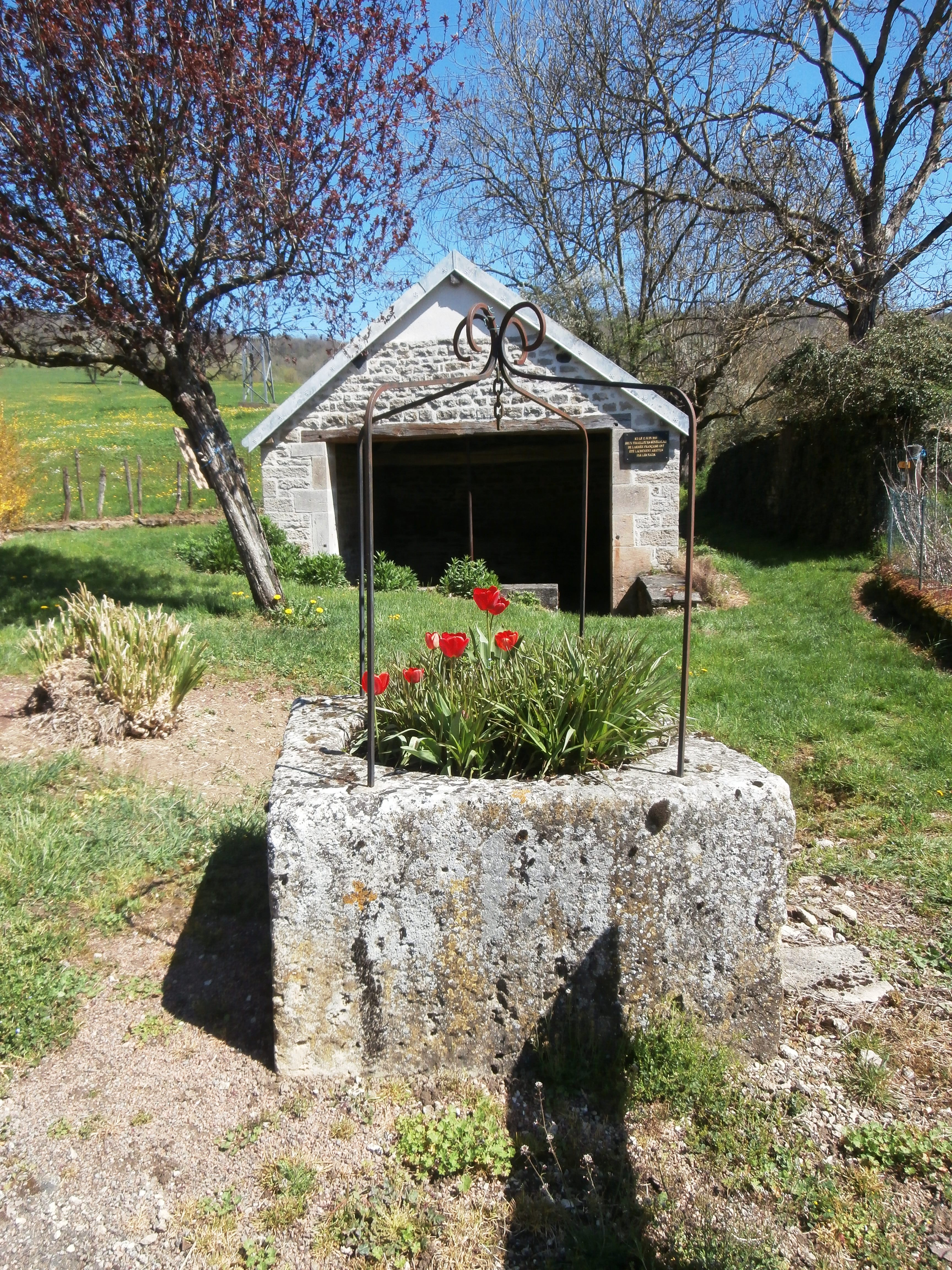
connu des marcheurs,
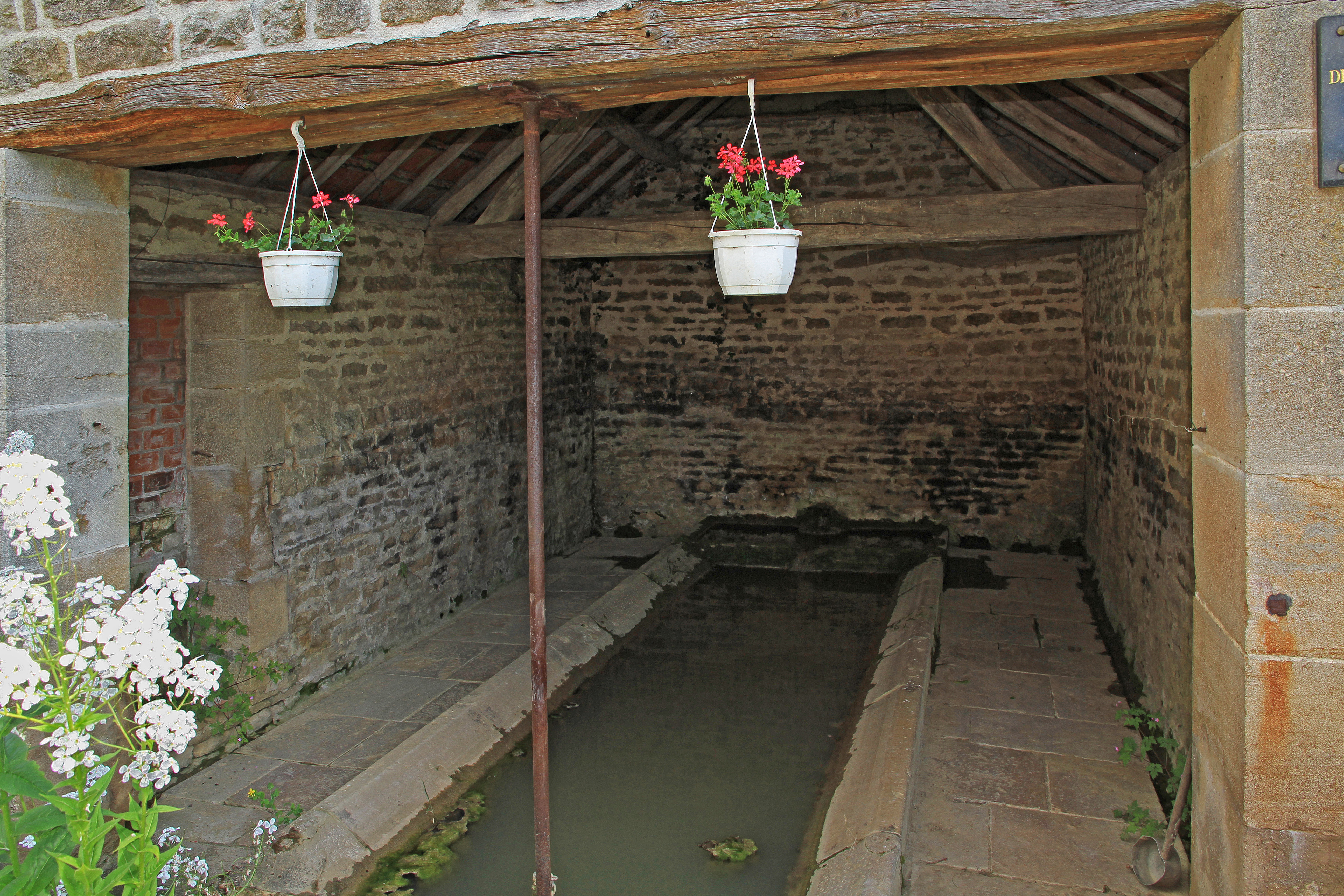
qui en font parfois leur abri.

- Chapelle Sainte-Barbe (reconstruite par la commune entre 2010 et 2013) à l'emplacement d'une ancienne nécropole mérovingienne et de l'ancien village des lépreux (en altitude à l'est du village).

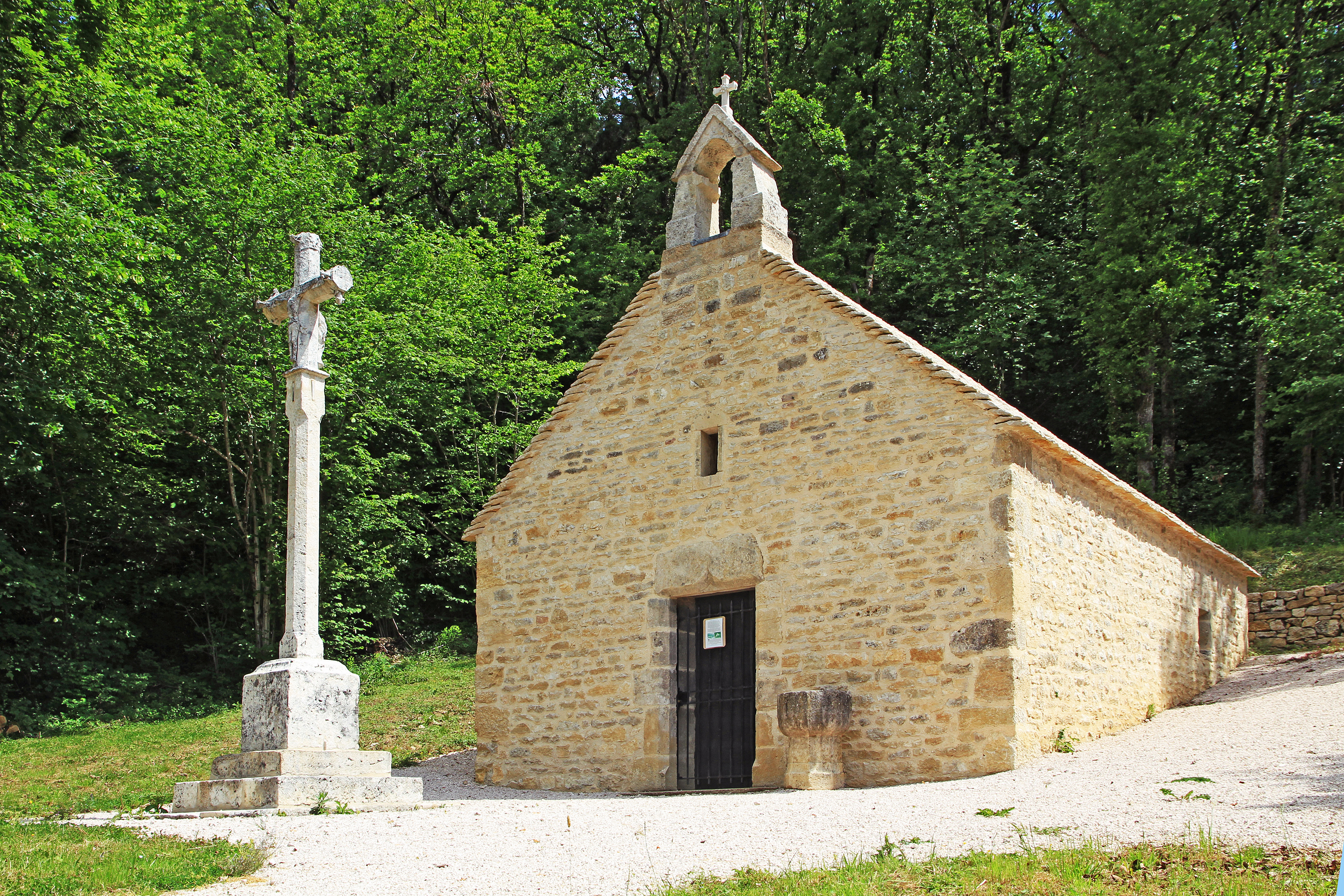
Chapelle Sainte-Barbe du XIVe siècle…
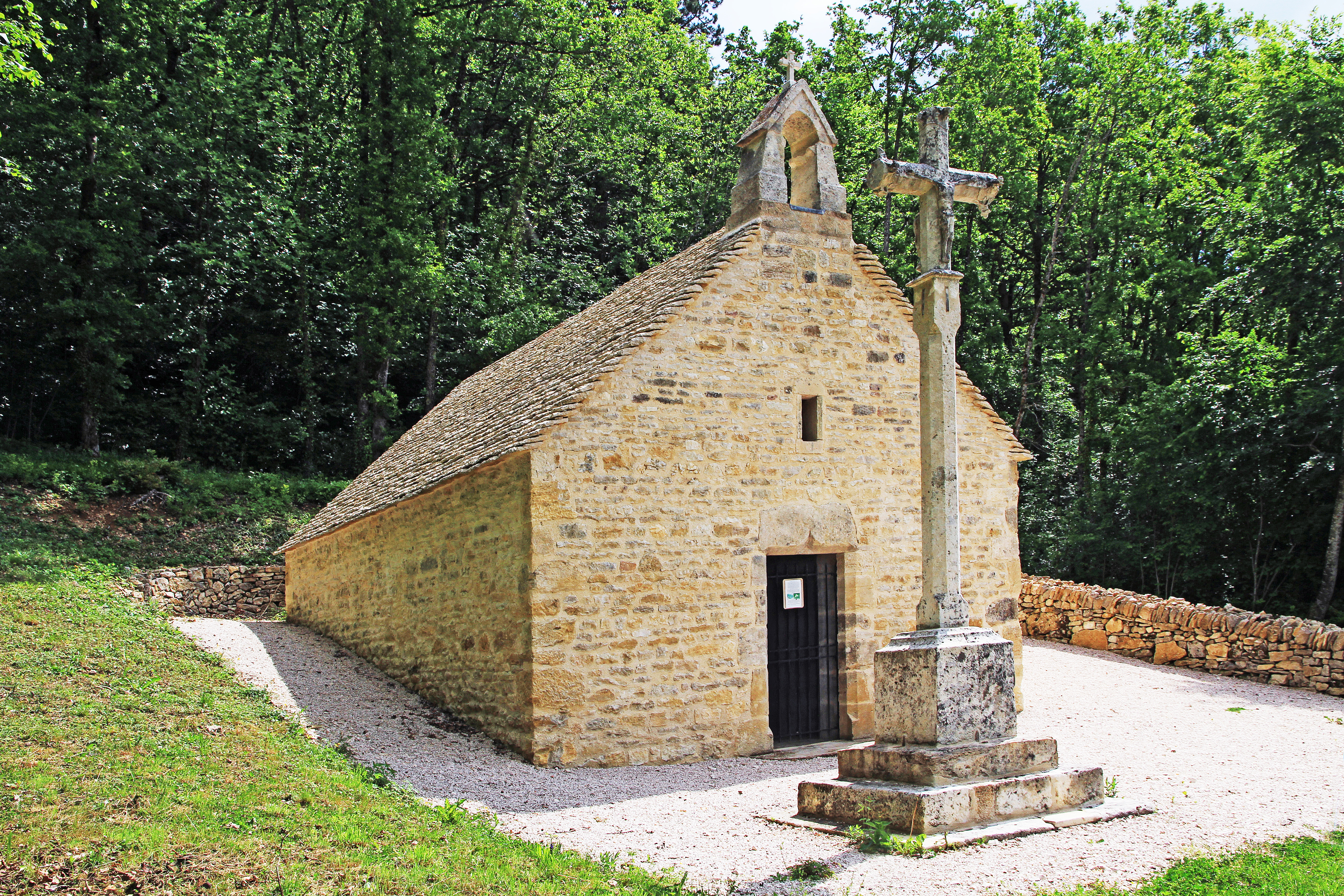
… et croix du XVe.
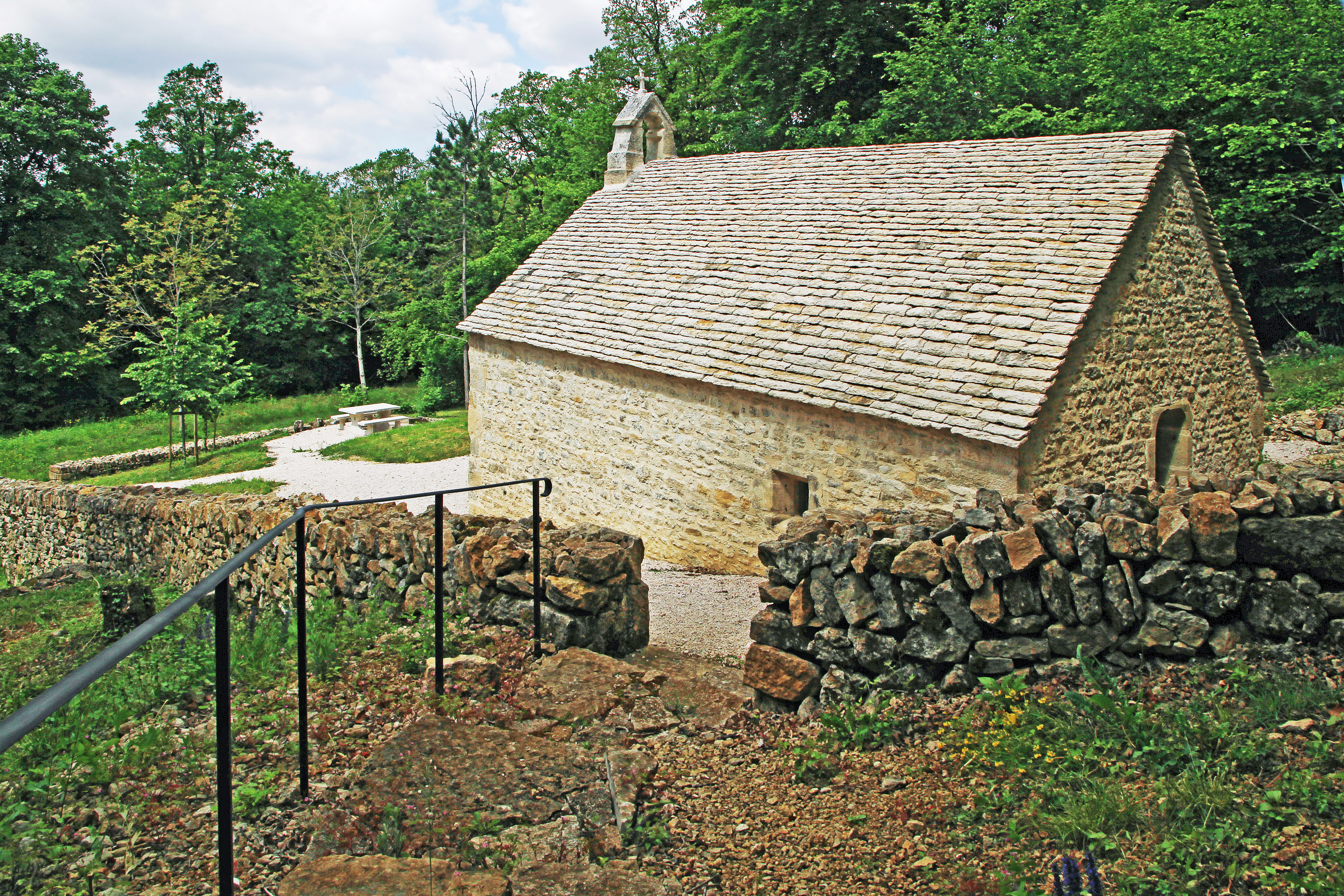
Vue de la chapelle depuis le sentier du bois.
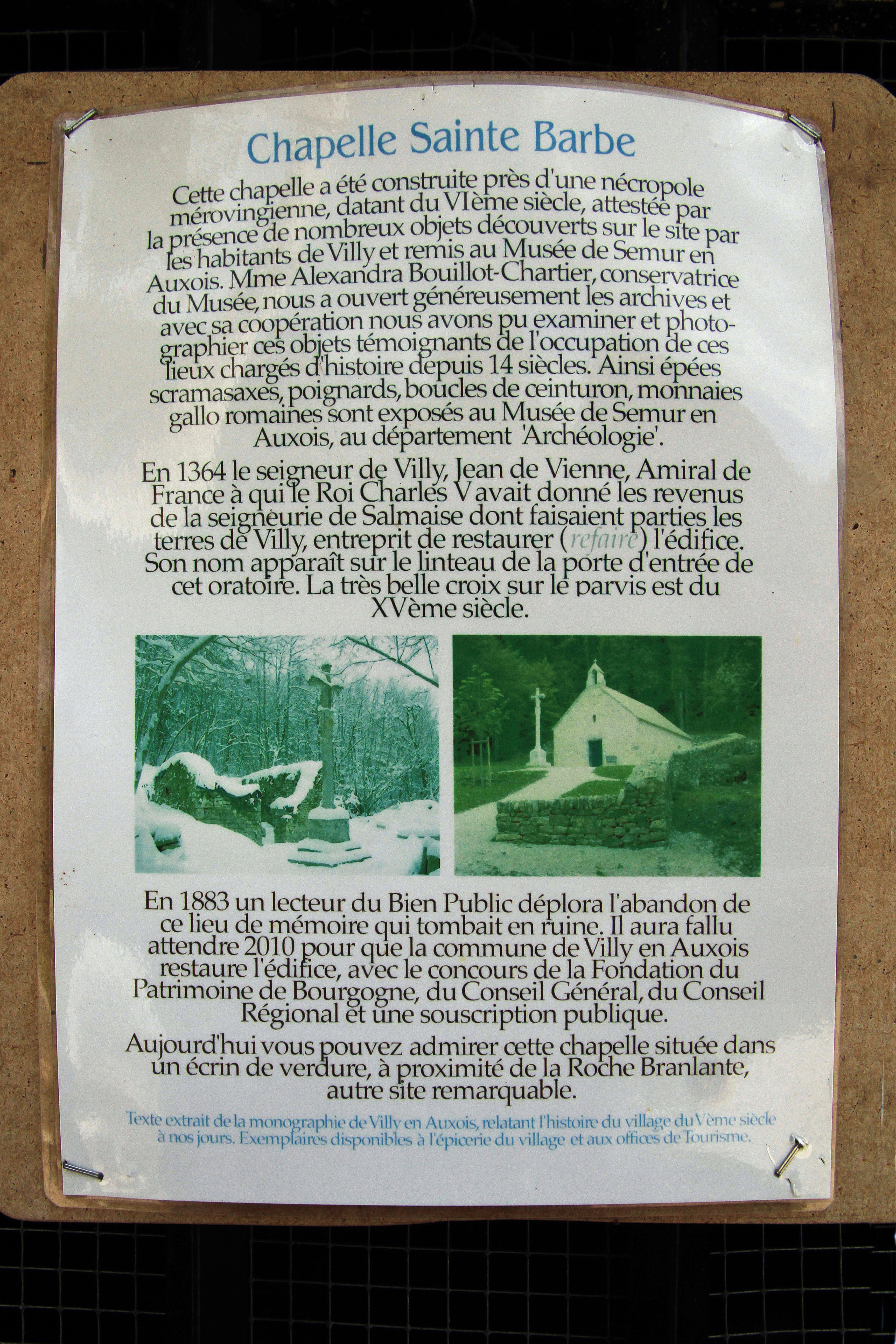
Panneau d'informations et d'historique.

- Bornes milliaires de l'architecte Patrick Berger au croisement du « Qu'nollé » (nom donné à un vieux cerisier disparu), carrefour entre l'ancienne voie romaine Alesia-Sombernon et la route de Villy-en-Auxois à Charencey (ou Verrey-sous-Salmaise par l'ancienne route[24]).

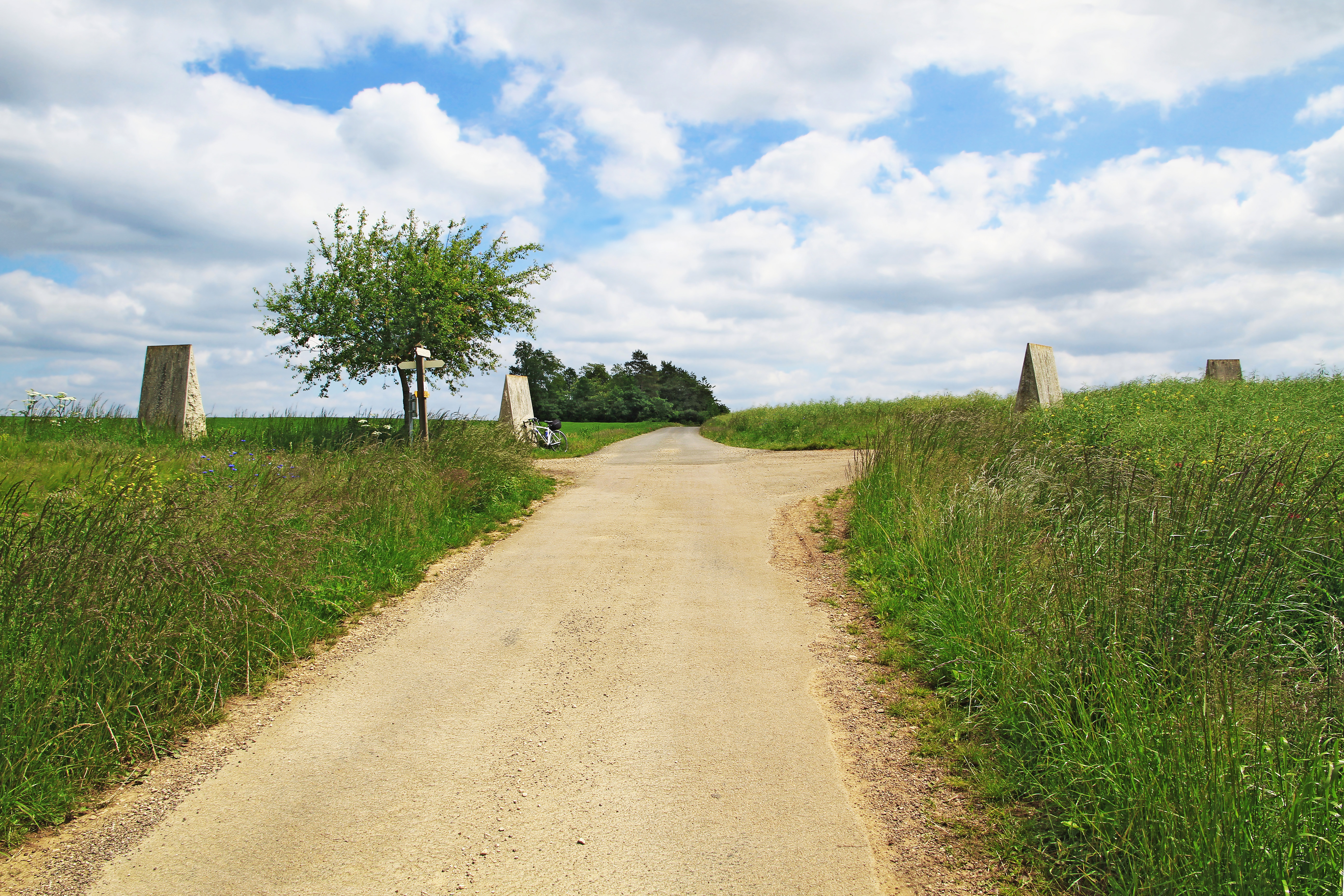
Bornes milliaires sur l'ancienne voie romaine.
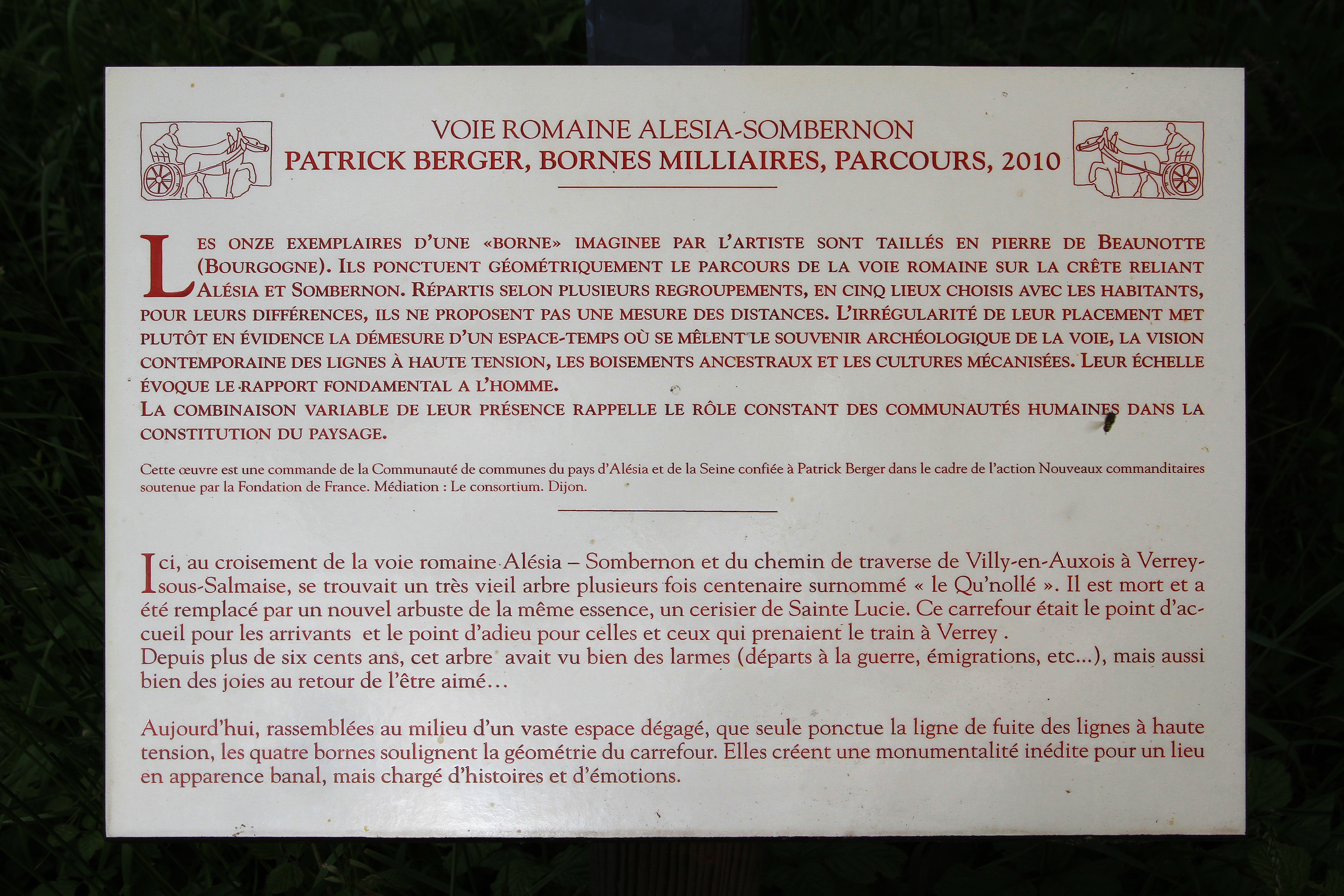
Panneau d'information sur les bornes et le lieu.

## Personnalités liées à la commune
- Guy Lachot, artiste peintre
- Marie Gagnot, sculptrice
- René Toulouse, sculpteur
- Luc Communod, globe-trotter cycliste
- Eric Basquin artiste, réalisateur
- Sandrine Porcher, sculptrice

## Héraldique
| Blason de Villy-en-Auxois | La commune de Villy s'est dotée de ce blason en 1992. Il est inspiré des armoiries de la famille Poinceot Guerland, seigneur de Villy sous l'Ancien Régime, auquel a été ajoutée la croix de guerre 1939-1945 attribuée à la commune en souvenir des fusillés de la Résistance. |